# Marmota
Marmota Blumenbach, 1779 è il genere dell'ordine dei Roditori (Rodentia) cui appartengono le quindici specie di marmotte, scoiattoli di terra (Marmotini) lunghi fino a 50 centimetri diffusi in Eurasia e in America del Nord. Sono principalmente abitanti delle steppe fredde. La marmotta delle Alpi, che oggi vive solo nelle zone montuose al di sopra della linea degli alberi, durante l'era glaciale del Pleistocene si incontrava in tutte le pianure europee dai Pirenei all'Ucraina. Era invece assente dalle Alpi, che erano ricoperte da uno spesso strato di ghiaccio. Tuttavia, con la fine dell'era glaciale, solo i luoghi d'alta montagna delle Alpi hanno offerto a questa specie un habitat adatto (si parla pertanto di relitto glaciale). Le marmotte possono vivere fino a 15 anni.

## Descrizione
Le marmotte hanno dimensioni considerevoli per dei Roditori: a seconda della specie, presentano una lunghezza testa-corpo di 30-60 centimetri, ai quali va aggiunta una coda di 10-25 centimetri. Il peso è compreso fra tre e sette chilogrammi. Il colore della pelliccia varia da una specie all'altra, ma è prevalentemente brunastro. Questi animali hanno un corpo tozzo con coda corta e orecchie corte e arrotondate. Anche le zampe sono corte e tozze. Quelle anteriori hanno solo quattro dita - il pollice è completamente ridotto e il medio è il dito più lungo - munite di lunghi artigli progettati per scavare. Le zampe posteriori, invece, hanno cinque dita. Le femmine hanno cinque paia di capezzoli.

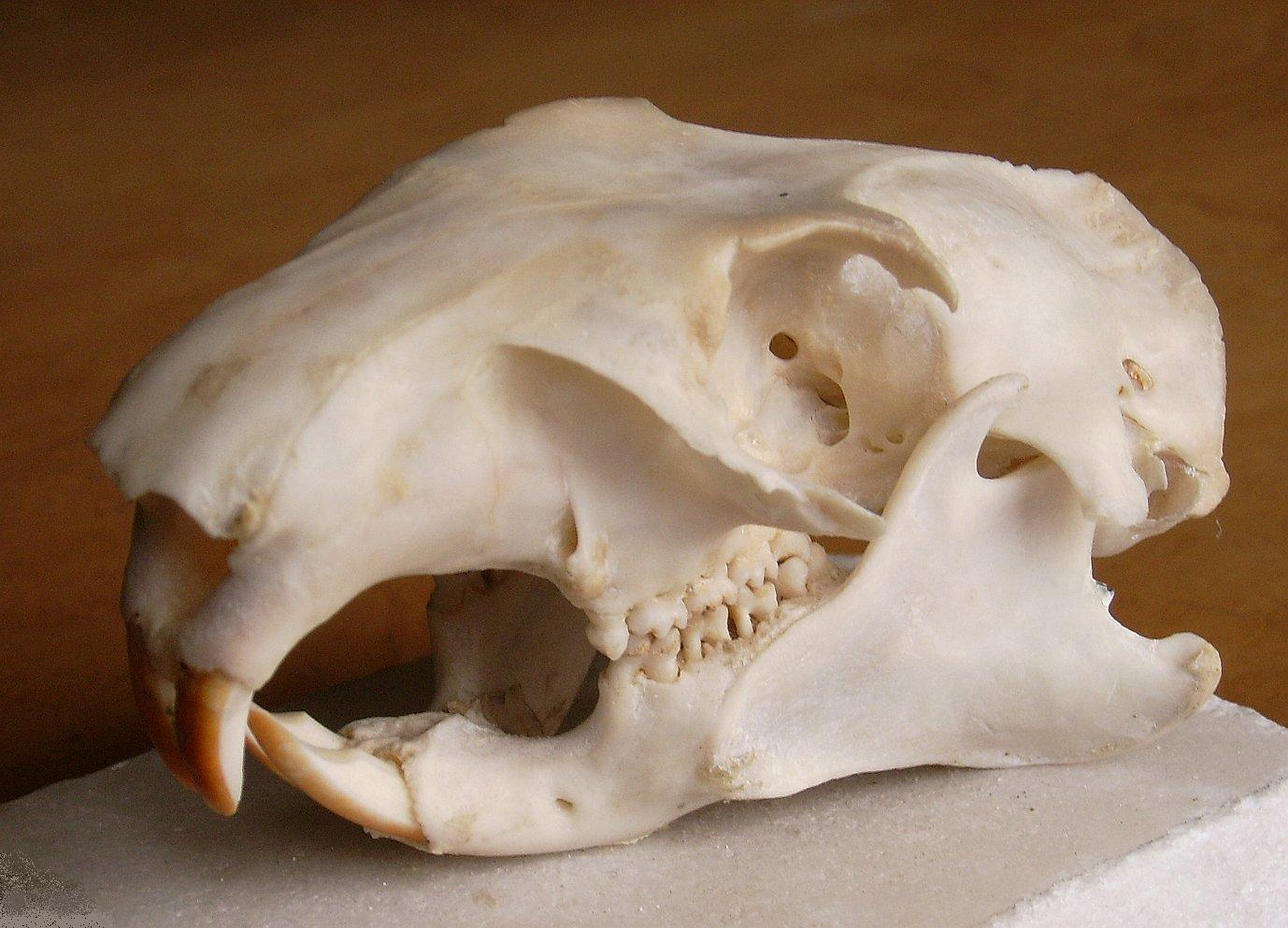
Cranio di marmotta delle Alpi.

Il cranio è forte e appiattito, di forma quasi triangolare. Le cavità orbitali sono allungate, il processo postorbitale è spesso e leggermente curvato verso l'esterno e verso il basso. La cresta sagittale è ben sviluppata e la porzione anteriore si ramifica e si collega ai processi postorbitali. La porzione occipitale è significativamente allungata. L'osso palatino è più lungo della metà della lunghezza totale del cranio. Tutte le specie hanno un incisivo in ciascuna metà della mascella, seguito da un diastema e due premolari nella mascella superiore e uno in quella inferiore e tre molari. Gli incisivi sono forti e ricoperti di smalto giallo sul davanti. Il primo premolare della mascella superiore è molto forte e grande quasi il doppio del secondo premolare successivo. Tra i molari della mascella superiore, il terzo è il più grande; i molari inferiori hanno ciascuno due cuspidi laterali.
Come i citelli (genere Spermophilus), anche le marmotte hanno un osso penico quasi a forma di S. La punta presenta dei dentelli laterali irregolari.

## Distribuzione e habitat
Nell'Europa centrale le marmotte sono esclusive delle zone di alta montagna; anche in Asia alcune specie si sono adattate a vivere in habitat alpini. Tuttavia, all'interno del genere sono più comuni le specie che abitano le steppe erbose, come la marmotta bobak (Marmota bobak), che vive nell'Europa orientale.
L'areale del genere è relativamente continuo dall'Europa orientale, attraverso l'Asia settentrionale e centrale, fino alla Siberia orientale e allo Xinjiang. Nell'Europa centrale le marmotte vivono allo stato selvatico solamente sulle Alpi, sui Carpazi e sugli Alti Tatra, e sono state introdotte sui Pirenei. In America del Nord la maggior parte delle specie vive nelle regioni subartiche del Canada; la marmotta monax è diffusa in tutta la metà settentrionale degli Stati Uniti e nelle parti meridionali del Canada. Tutte le specie vivono alle latitudini temperate e polari dell'emisfero boreale e sono assenti dalle regioni più calde.

## Biologia
Le marmotte sono Sciuridi che vivono sia sopra che sotto terra. Sono animali diurni e tutte le specie cadono in letargo durante l'inverno.

### Tana

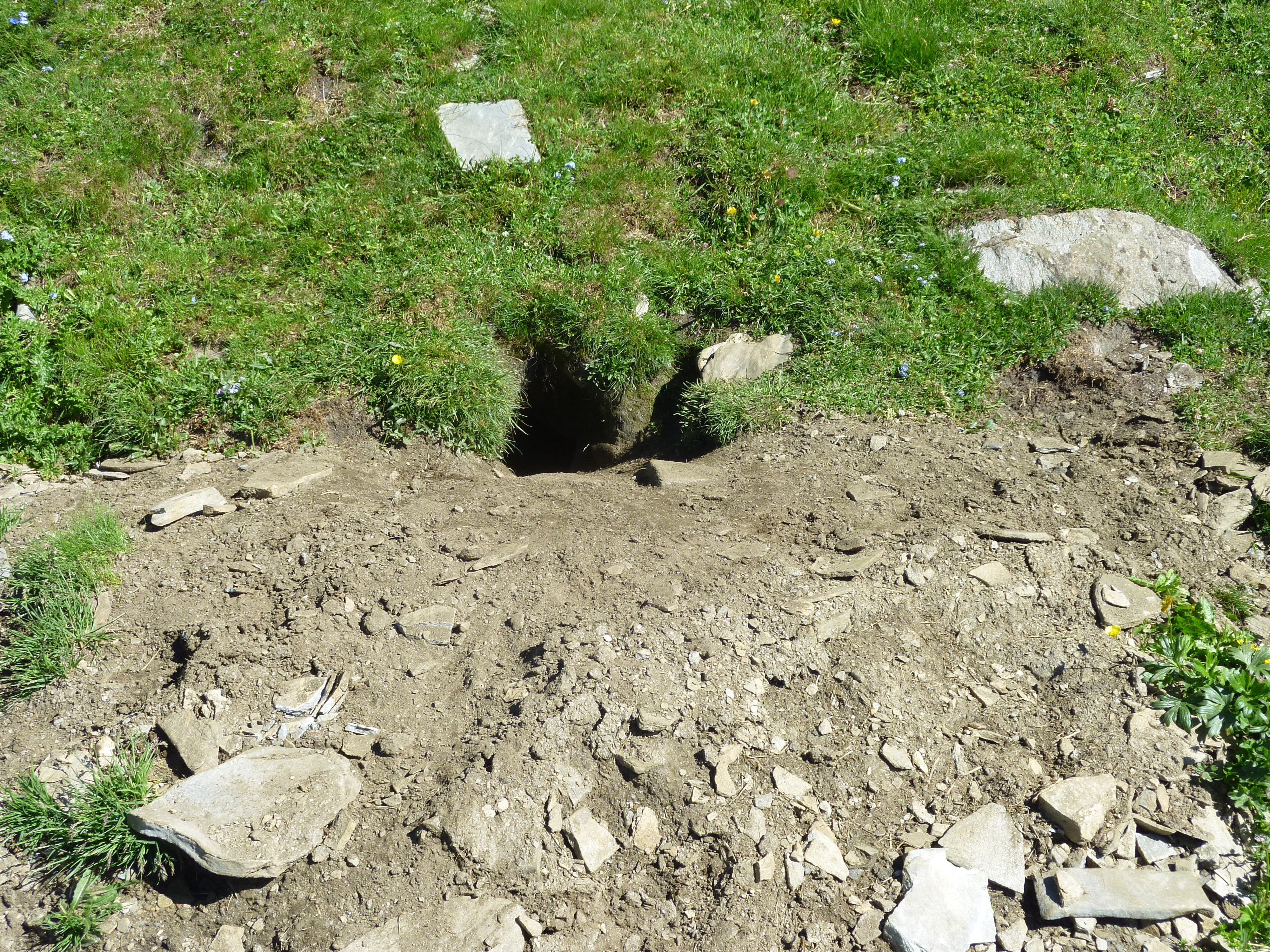
Una tana di marmotta nella Val Vignun.

Le marmotte costruiscono sistemi di gallerie molto estesi, che possono consistere in tane semplici dove trovare rifugio e in strutture permanenti separate. Spesso è difficile fare una distinzione tra i due tipi, in quanto non tutte le strutture vengono completate e utilizzate, tanto più che vi sono anche dei corridoi ciechi, le «latrine». I corridoi possono avere una lunghezza compresa tra 10 e 70 metri; la più lunga mai registrata misurava 113 metri.
Durante il giorno le marmotte lasciano le loro tane. Vivono principalmente sul terreno e riescono ad arrampicarsi solo con difficoltà. La loro dieta è costituita da graminacee e altre piante erbacee e viene raramente integrata con frutta, semi e insetti.

### Stress da calore

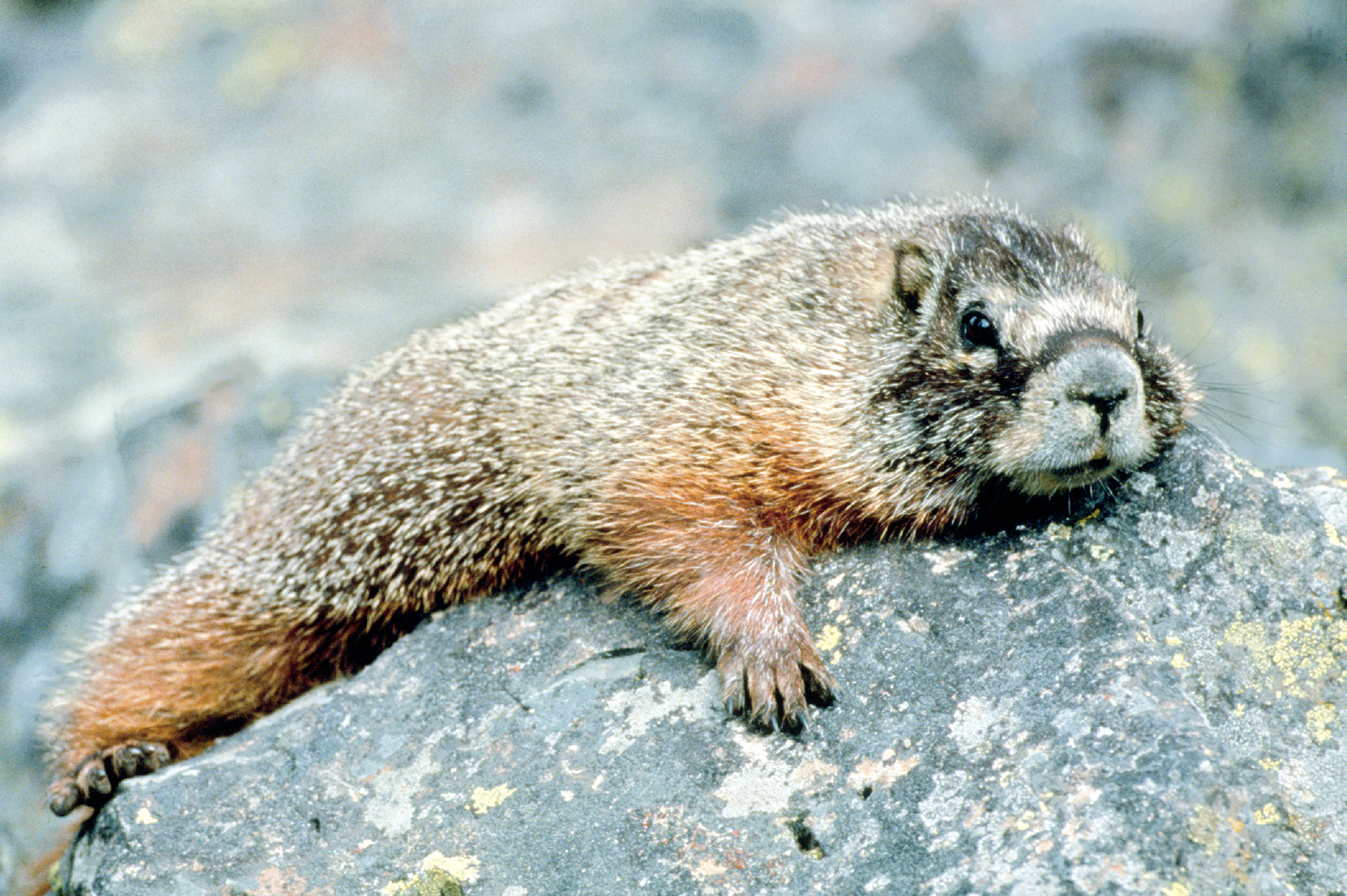
Marmotta nel parco nazionale del Grand Teton (Wyoming).

Le marmotte hanno solo poche ghiandole sudoripare e non ansimano. Vari studi indicano che non tollerano bene le alte temperature e che sono soggette a stress da calore. La marmotta dal ventre giallo, una specie americana, inizia a mostrare sintomi da stress da calore quando la temperatura ambientale raggiunge i 20 °C. Tuttavia, le marmotte delle Alpi possono essere viste prendere il sole sulle rocce o davanti alle loro tane, per lo più sdraiate a terra. Tuttavia, questo comportamento serve a difendersi dai parassiti. Il loro schema comportamentale indica che anche loro evitano il calore: nelle giornate calde, ad esempio, possono essere viste fuori dalle tane solo durante le ore più fresche.

### Comportamento sociale
Il comportamento sociale delle marmotte varia notevolmente da specie a specie. La marmotta monax è una creatura solitaria che difende la sua tana dai conspecifici. Tra le marmotte dal ventre giallo (M. flaviventris) un solo maschio convive con più femmine imparentate; anche in questo caso i maschi sono aggressivi verso i membri dello stesso sesso e non permettono loro di avvicinarsi alla tana.
Tuttavia, ed è il caso della marmotta delle Alpi (M. marmota), la maggior parte delle specie vive in colonie composte da una coppia dominante e dai loro parenti più giovani. Le marmotte si salutano strofinandosi il naso e unendo le teste. Dopo circa due anni gli esemplari adulti lasciano la colonia; dopodiché, possono provare a ottenere il comando di un'altra colonia, scacciando il maschio dominante e uccidendone la prole. Le marmotte comunicano tra loro con richiami prodotti dalla laringe, che gli esseri umani percepiscono come fischi e possono essere facilmente confusi con i richiami degli uccelli. I richiami vengono anche utilizzati per annunciare un pericolo e, a seconda del rango sociale di chi li ha emessi, la risposta può essere sia di fuga che di inazione. Si è visto che, a seconda che il pericolo provenga dall'alto (uccelli rapaci) o da terra (mammiferi carnivori), vengono emessi tipi diversi di fischi, che i conspecifici possono utilizzare per identificare la fonte del pericolo.
Dopo un periodo di gestazione di trenta giorni, le marmotte danno alla luce da due a cinque piccoli; le specie solitarie hanno in genere cucciolate più numerose di quelle che vivono in colonie.

## Letargo
Le marmotte vanno in letargo per un periodo molto lungo, che può durare da sei a sette mesi, ma in alcuni casi fino a nove. La camera invernale viene imbottita con erba soffice, sulla quale gli animali si rannicchiano. Per prepararsi a questo lungo periodo di riposo, accumulano grandi riserve di grasso durante i pochi mesi estivi. Nella fase di riposo stagionale, le dimensioni dell'intestino e dello stomaco possono ridursi della metà per risparmiare energia. Durante l'ibernazione, la respirazione rallenta a circa due respiri al minuto e la frequenza cardiaca scende da 200 a 20 battiti al minuto. Il consumo di energia scende a meno del dieci per cento. Per superare l'inverno sono sufficienti circa 1200 grammi di grasso corporeo. In autunno, non appena le fonti di cibo non forniscono più energia sufficiente e le cellule in cui viene accumulato il grasso sono completamente riempite, le marmotte vanno in letargo. Questo evento coincide spesso con la prima ondata di freddo o la prima nevicata. Il risveglio è innescato dall'aumento della temperatura esterna.

## Tassonomia
|  | Notocitellus                        |
|  |                                     |
|  | Citelli antilope (Ammospermophilus) |
|  |                                     |

|  | Otospermophilus   |
|  |                   |
|  | Callospermophilus |
|  |                   |

|  | Citello di Franklin (Poliocitellus franklinii)                                     |
|  |                                                                                    |
|  | \| \| Cani della prateria (Cynomys) \| \| \| \| \| \| Xerospermophilus \| \| \| \| |
|  |                                                                                    |
|  | Cani della prateria (Cynomys)                                                      |
|  |                                                                                    |
|  | Xerospermophilus                                                                   |
|  |                                                                                    |

|  | Cani della prateria (Cynomys) |
|  |                               |
|  | Xerospermophilus              |
|  |                               |

|  | Citello di Franklin (Poliocitellus franklinii)                                     |
|  |                                                                                    |
|  | \| \| Cani della prateria (Cynomys) \| \| \| \| \| \| Xerospermophilus \| \| \| \| |
|  |                                                                                    |
|  | Cani della prateria (Cynomys)                                                      |
|  |                                                                                    |
|  | Xerospermophilus                                                                   |
|  |                                                                                    |

|  | Cani della prateria (Cynomys) |
|  |                               |
|  | Xerospermophilus              |
|  |                               |

|  | Citello di Franklin (Poliocitellus franklinii)                                     |
|  |                                                                                    |
|  | \| \| Cani della prateria (Cynomys) \| \| \| \| \| \| Xerospermophilus \| \| \| \| |
|  |                                                                                    |
|  | Cani della prateria (Cynomys)                                                      |
|  |                                                                                    |
|  | Xerospermophilus                                                                   |
|  |                                                                                    |

|  | Cani della prateria (Cynomys) |
|  |                               |
|  | Xerospermophilus              |
|  |                               |

|  | Citello di Franklin (Poliocitellus franklinii)                                     |
|  |                                                                                    |
|  | \| \| Cani della prateria (Cynomys) \| \| \| \| \| \| Xerospermophilus \| \| \| \| |
|  |                                                                                    |
|  | Cani della prateria (Cynomys)                                                      |
|  |                                                                                    |
|  | Xerospermophilus                                                                   |
|  |                                                                                    |

|  | Cani della prateria (Cynomys) |
|  |                               |
|  | Xerospermophilus              |
|  |                               |

|  | Citello di Franklin (Poliocitellus franklinii)                                     |
|  |                                                                                    |
|  | \| \| Cani della prateria (Cynomys) \| \| \| \| \| \| Xerospermophilus \| \| \| \| |
|  |                                                                                    |
|  | Cani della prateria (Cynomys)                                                      |
|  |                                                                                    |
|  | Xerospermophilus                                                                   |
|  |                                                                                    |

|  | Cani della prateria (Cynomys) |
|  |                               |
|  | Xerospermophilus              |
|  |                               |

|  | Citello di Franklin (Poliocitellus franklinii)                                     |
|  |                                                                                    |
|  | \| \| Cani della prateria (Cynomys) \| \| \| \| \| \| Xerospermophilus \| \| \| \| |
|  |                                                                                    |
|  | Cani della prateria (Cynomys)                                                      |
|  |                                                                                    |
|  | Xerospermophilus                                                                   |
|  |                                                                                    |

|  | Cani della prateria (Cynomys) |
|  |                               |
|  | Xerospermophilus              |
|  |                               |

|  | Citello di Franklin (Poliocitellus franklinii)                                     |
|  |                                                                                    |
|  | \| \| Cani della prateria (Cynomys) \| \| \| \| \| \| Xerospermophilus \| \| \| \| |
|  |                                                                                    |
|  | Cani della prateria (Cynomys)                                                      |
|  |                                                                                    |
|  | Xerospermophilus                                                                   |
|  |                                                                                    |

|  | Cani della prateria (Cynomys) |
|  |                               |
|  | Xerospermophilus              |
|  |                               |

|  | Citello di Franklin (Poliocitellus franklinii)                                     |
|  |                                                                                    |
|  | \| \| Cani della prateria (Cynomys) \| \| \| \| \| \| Xerospermophilus \| \| \| \| |
|  |                                                                                    |
|  | Cani della prateria (Cynomys)                                                      |
|  |                                                                                    |
|  | Xerospermophilus                                                                   |
|  |                                                                                    |

|  | Cani della prateria (Cynomys) |
|  |                               |
|  | Xerospermophilus              |
|  |                               |

|  | Citello di Franklin (Poliocitellus franklinii)                                     |
|  |                                                                                    |
|  | \| \| Cani della prateria (Cynomys) \| \| \| \| \| \| Xerospermophilus \| \| \| \| |
|  |                                                                                    |
|  | Cani della prateria (Cynomys)                                                      |
|  |                                                                                    |
|  | Xerospermophilus                                                                   |
|  |                                                                                    |

|  | Cani della prateria (Cynomys) |
|  |                               |
|  | Xerospermophilus              |
|  |                               |

|  | Citello di Franklin (Poliocitellus franklinii)                                     |
|  |                                                                                    |
|  | \| \| Cani della prateria (Cynomys) \| \| \| \| \| \| Xerospermophilus \| \| \| \| |
|  |                                                                                    |
|  | Cani della prateria (Cynomys)                                                      |
|  |                                                                                    |
|  | Xerospermophilus                                                                   |
|  |                                                                                    |

|  | Cani della prateria (Cynomys) |
|  |                               |
|  | Xerospermophilus              |
|  |                               |

|  | Citello di Franklin (Poliocitellus franklinii)                                     |
|  |                                                                                    |
|  | \| \| Cani della prateria (Cynomys) \| \| \| \| \| \| Xerospermophilus \| \| \| \| |
|  |                                                                                    |
|  | Cani della prateria (Cynomys)                                                      |
|  |                                                                                    |
|  | Xerospermophilus                                                                   |
|  |                                                                                    |

|  | Cani della prateria (Cynomys) |
|  |                               |
|  | Xerospermophilus              |
|  |                               |

|  | Citello di Franklin (Poliocitellus franklinii)                                     |
|  |                                                                                    |
|  | \| \| Cani della prateria (Cynomys) \| \| \| \| \| \| Xerospermophilus \| \| \| \| |
|  |                                                                                    |
|  | Cani della prateria (Cynomys)                                                      |
|  |                                                                                    |
|  | Xerospermophilus                                                                   |
|  |                                                                                    |

|  | Cani della prateria (Cynomys) |
|  |                               |
|  | Xerospermophilus              |
|  |                               |

|  | Citello di Franklin (Poliocitellus franklinii)                                     |
|  |                                                                                    |
|  | \| \| Cani della prateria (Cynomys) \| \| \| \| \| \| Xerospermophilus \| \| \| \| |
|  |                                                                                    |
|  | Cani della prateria (Cynomys)                                                      |
|  |                                                                                    |
|  | Xerospermophilus                                                                   |
|  |                                                                                    |

|  | Cani della prateria (Cynomys) |
|  |                               |
|  | Xerospermophilus              |
|  |                               |

|  | Citello di Franklin (Poliocitellus franklinii)                                     |
|  |                                                                                    |
|  | \| \| Cani della prateria (Cynomys) \| \| \| \| \| \| Xerospermophilus \| \| \| \| |
|  |                                                                                    |
|  | Cani della prateria (Cynomys)                                                      |
|  |                                                                                    |
|  | Xerospermophilus                                                                   |
|  |                                                                                    |

|  | Cani della prateria (Cynomys) |
|  |                               |
|  | Xerospermophilus              |
|  |                               |

|  | Citello di Franklin (Poliocitellus franklinii)                                     |
|  |                                                                                    |
|  | \| \| Cani della prateria (Cynomys) \| \| \| \| \| \| Xerospermophilus \| \| \| \| |
|  |                                                                                    |
|  | Cani della prateria (Cynomys)                                                      |
|  |                                                                                    |
|  | Xerospermophilus                                                                   |
|  |                                                                                    |

|  | Cani della prateria (Cynomys) |
|  |                               |
|  | Xerospermophilus              |
|  |                               |

|  | Citello di Franklin (Poliocitellus franklinii)                                     |
|  |                                                                                    |
|  | \| \| Cani della prateria (Cynomys) \| \| \| \| \| \| Xerospermophilus \| \| \| \| |
|  |                                                                                    |
|  | Cani della prateria (Cynomys)                                                      |
|  |                                                                                    |
|  | Xerospermophilus                                                                   |
|  |                                                                                    |

|  | Cani della prateria (Cynomys) |
|  |                               |
|  | Xerospermophilus              |
|  |                               |

|  | Otospermophilus   |
|  |                   |
|  | Callospermophilus |
|  |                   |

|  | Citello di Franklin (Poliocitellus franklinii)                                     |
|  |                                                                                    |
|  | \| \| Cani della prateria (Cynomys) \| \| \| \| \| \| Xerospermophilus \| \| \| \| |
|  |                                                                                    |
|  | Cani della prateria (Cynomys)                                                      |
|  |                                                                                    |
|  | Xerospermophilus                                                                   |
|  |                                                                                    |

|  | Cani della prateria (Cynomys) |
|  |                               |
|  | Xerospermophilus              |
|  |                               |

|  | Citello di Franklin (Poliocitellus franklinii)                                     |
|  |                                                                                    |
|  | \| \| Cani della prateria (Cynomys) \| \| \| \| \| \| Xerospermophilus \| \| \| \| |
|  |                                                                                    |
|  | Cani della prateria (Cynomys)                                                      |
|  |                                                                                    |
|  | Xerospermophilus                                                                   |
|  |                                                                                    |

|  | Cani della prateria (Cynomys) |
|  |                               |
|  | Xerospermophilus              |
|  |                               |

|  | Citello di Franklin (Poliocitellus franklinii)                                     |
|  |                                                                                    |
|  | \| \| Cani della prateria (Cynomys) \| \| \| \| \| \| Xerospermophilus \| \| \| \| |
|  |                                                                                    |
|  | Cani della prateria (Cynomys)                                                      |
|  |                                                                                    |
|  | Xerospermophilus                                                                   |
|  |                                                                                    |

|  | Cani della prateria (Cynomys) |
|  |                               |
|  | Xerospermophilus              |
|  |                               |

|  | Citello di Franklin (Poliocitellus franklinii)                                     |
|  |                                                                                    |
|  | \| \| Cani della prateria (Cynomys) \| \| \| \| \| \| Xerospermophilus \| \| \| \| |
|  |                                                                                    |
|  | Cani della prateria (Cynomys)                                                      |
|  |                                                                                    |
|  | Xerospermophilus                                                                   |
|  |                                                                                    |

|  | Cani della prateria (Cynomys) |
|  |                               |
|  | Xerospermophilus              |
|  |                               |

|  | Citello di Franklin (Poliocitellus franklinii)                                     |
|  |                                                                                    |
|  | \| \| Cani della prateria (Cynomys) \| \| \| \| \| \| Xerospermophilus \| \| \| \| |
|  |                                                                                    |
|  | Cani della prateria (Cynomys)                                                      |
|  |                                                                                    |
|  | Xerospermophilus                                                                   |
|  |                                                                                    |

|  | Cani della prateria (Cynomys) |
|  |                               |
|  | Xerospermophilus              |
|  |                               |

|  | Citello di Franklin (Poliocitellus franklinii)                                     |
|  |                                                                                    |
|  | \| \| Cani della prateria (Cynomys) \| \| \| \| \| \| Xerospermophilus \| \| \| \| |
|  |                                                                                    |
|  | Cani della prateria (Cynomys)                                                      |
|  |                                                                                    |
|  | Xerospermophilus                                                                   |
|  |                                                                                    |

|  | Cani della prateria (Cynomys) |
|  |                               |
|  | Xerospermophilus              |
|  |                               |

|  | Citello di Franklin (Poliocitellus franklinii)                                     |
|  |                                                                                    |
|  | \| \| Cani della prateria (Cynomys) \| \| \| \| \| \| Xerospermophilus \| \| \| \| |
|  |                                                                                    |
|  | Cani della prateria (Cynomys)                                                      |
|  |                                                                                    |
|  | Xerospermophilus                                                                   |
|  |                                                                                    |

|  | Cani della prateria (Cynomys) |
|  |                               |
|  | Xerospermophilus              |
|  |                               |

|  | Citello di Franklin (Poliocitellus franklinii)                                     |
|  |                                                                                    |
|  | \| \| Cani della prateria (Cynomys) \| \| \| \| \| \| Xerospermophilus \| \| \| \| |
|  |                                                                                    |
|  | Cani della prateria (Cynomys)                                                      |
|  |                                                                                    |
|  | Xerospermophilus                                                                   |
|  |                                                                                    |

|  | Cani della prateria (Cynomys) |
|  |                               |
|  | Xerospermophilus              |
|  |                               |

|  | Citello di Franklin (Poliocitellus franklinii)                                     |
|  |                                                                                    |
|  | \| \| Cani della prateria (Cynomys) \| \| \| \| \| \| Xerospermophilus \| \| \| \| |
|  |                                                                                    |
|  | Cani della prateria (Cynomys)                                                      |
|  |                                                                                    |
|  | Xerospermophilus                                                                   |
|  |                                                                                    |

|  | Cani della prateria (Cynomys) |
|  |                               |
|  | Xerospermophilus              |
|  |                               |

|  | Citello di Franklin (Poliocitellus franklinii)                                     |
|  |                                                                                    |
|  | \| \| Cani della prateria (Cynomys) \| \| \| \| \| \| Xerospermophilus \| \| \| \| |
|  |                                                                                    |
|  | Cani della prateria (Cynomys)                                                      |
|  |                                                                                    |
|  | Xerospermophilus                                                                   |
|  |                                                                                    |

|  | Cani della prateria (Cynomys) |
|  |                               |
|  | Xerospermophilus              |
|  |                               |

|  | Citello di Franklin (Poliocitellus franklinii)                                     |
|  |                                                                                    |
|  | \| \| Cani della prateria (Cynomys) \| \| \| \| \| \| Xerospermophilus \| \| \| \| |
|  |                                                                                    |
|  | Cani della prateria (Cynomys)                                                      |
|  |                                                                                    |
|  | Xerospermophilus                                                                   |
|  |                                                                                    |

|  | Cani della prateria (Cynomys) |
|  |                               |
|  | Xerospermophilus              |
|  |                               |

|  | Citello di Franklin (Poliocitellus franklinii)                                     |
|  |                                                                                    |
|  | \| \| Cani della prateria (Cynomys) \| \| \| \| \| \| Xerospermophilus \| \| \| \| |
|  |                                                                                    |
|  | Cani della prateria (Cynomys)                                                      |
|  |                                                                                    |
|  | Xerospermophilus                                                                   |
|  |                                                                                    |

|  | Cani della prateria (Cynomys) |
|  |                               |
|  | Xerospermophilus              |
|  |                               |

|  | Citello di Franklin (Poliocitellus franklinii)                                     |
|  |                                                                                    |
|  | \| \| Cani della prateria (Cynomys) \| \| \| \| \| \| Xerospermophilus \| \| \| \| |
|  |                                                                                    |
|  | Cani della prateria (Cynomys)                                                      |
|  |                                                                                    |
|  | Xerospermophilus                                                                   |
|  |                                                                                    |

|  | Cani della prateria (Cynomys) |
|  |                               |
|  | Xerospermophilus              |
|  |                               |

|  | Citello di Franklin (Poliocitellus franklinii)                                     |
|  |                                                                                    |
|  | \| \| Cani della prateria (Cynomys) \| \| \| \| \| \| Xerospermophilus \| \| \| \| |
|  |                                                                                    |
|  | Cani della prateria (Cynomys)                                                      |
|  |                                                                                    |
|  | Xerospermophilus                                                                   |
|  |                                                                                    |

|  | Cani della prateria (Cynomys) |
|  |                               |
|  | Xerospermophilus              |
|  |                               |

|  | Citello di Franklin (Poliocitellus franklinii)                                     |
|  |                                                                                    |
|  | \| \| Cani della prateria (Cynomys) \| \| \| \| \| \| Xerospermophilus \| \| \| \| |
|  |                                                                                    |
|  | Cani della prateria (Cynomys)                                                      |
|  |                                                                                    |
|  | Xerospermophilus                                                                   |
|  |                                                                                    |

|  | Cani della prateria (Cynomys) |
|  |                               |
|  | Xerospermophilus              |
|  |                               |

|  | Citello di Franklin (Poliocitellus franklinii)                                     |
|  |                                                                                    |
|  | \| \| Cani della prateria (Cynomys) \| \| \| \| \| \| Xerospermophilus \| \| \| \| |
|  |                                                                                    |
|  | Cani della prateria (Cynomys)                                                      |
|  |                                                                                    |
|  | Xerospermophilus                                                                   |
|  |                                                                                    |

|  | Cani della prateria (Cynomys) |
|  |                               |
|  | Xerospermophilus              |
|  |                               |

|  | Notocitellus                        |
|  |                                     |
|  | Citelli antilope (Ammospermophilus) |
|  |                                     |

|  | Otospermophilus   |
|  |                   |
|  | Callospermophilus |
|  |                   |

|  | Citello di Franklin (Poliocitellus franklinii)                                     |
|  |                                                                                    |
|  | \| \| Cani della prateria (Cynomys) \| \| \| \| \| \| Xerospermophilus \| \| \| \| |
|  |                                                                                    |
|  | Cani della prateria (Cynomys)                                                      |
|  |                                                                                    |
|  | Xerospermophilus                                                                   |
|  |                                                                                    |

|  | Cani della prateria (Cynomys) |
|  |                               |
|  | Xerospermophilus              |
|  |                               |

|  | Citello di Franklin (Poliocitellus franklinii)                                     |
|  |                                                                                    |
|  | \| \| Cani della prateria (Cynomys) \| \| \| \| \| \| Xerospermophilus \| \| \| \| |
|  |                                                                                    |
|  | Cani della prateria (Cynomys)                                                      |
|  |                                                                                    |
|  | Xerospermophilus                                                                   |
|  |                                                                                    |

|  | Cani della prateria (Cynomys) |
|  |                               |
|  | Xerospermophilus              |
|  |                               |

|  | Citello di Franklin (Poliocitellus franklinii)                                     |
|  |                                                                                    |
|  | \| \| Cani della prateria (Cynomys) \| \| \| \| \| \| Xerospermophilus \| \| \| \| |
|  |                                                                                    |
|  | Cani della prateria (Cynomys)                                                      |
|  |                                                                                    |
|  | Xerospermophilus                                                                   |
|  |                                                                                    |

|  | Cani della prateria (Cynomys) |
|  |                               |
|  | Xerospermophilus              |
|  |                               |

|  | Citello di Franklin (Poliocitellus franklinii)                                     |
|  |                                                                                    |
|  | \| \| Cani della prateria (Cynomys) \| \| \| \| \| \| Xerospermophilus \| \| \| \| |
|  |                                                                                    |
|  | Cani della prateria (Cynomys)                                                      |
|  |                                                                                    |
|  | Xerospermophilus                                                                   |
|  |                                                                                    |

|  | Cani della prateria (Cynomys) |
|  |                               |
|  | Xerospermophilus              |
|  |                               |

|  | Citello di Franklin (Poliocitellus franklinii)                                     |
|  |                                                                                    |
|  | \| \| Cani della prateria (Cynomys) \| \| \| \| \| \| Xerospermophilus \| \| \| \| |
|  |                                                                                    |
|  | Cani della prateria (Cynomys)                                                      |
|  |                                                                                    |
|  | Xerospermophilus                                                                   |
|  |                                                                                    |

|  | Cani della prateria (Cynomys) |
|  |                               |
|  | Xerospermophilus              |
|  |                               |

|  | Citello di Franklin (Poliocitellus franklinii)                                     |
|  |                                                                                    |
|  | \| \| Cani della prateria (Cynomys) \| \| \| \| \| \| Xerospermophilus \| \| \| \| |
|  |                                                                                    |
|  | Cani della prateria (Cynomys)                                                      |
|  |                                                                                    |
|  | Xerospermophilus                                                                   |
|  |                                                                                    |

|  | Cani della prateria (Cynomys) |
|  |                               |
|  | Xerospermophilus              |
|  |                               |

|  | Citello di Franklin (Poliocitellus franklinii)                                     |
|  |                                                                                    |
|  | \| \| Cani della prateria (Cynomys) \| \| \| \| \| \| Xerospermophilus \| \| \| \| |
|  |                                                                                    |
|  | Cani della prateria (Cynomys)                                                      |
|  |                                                                                    |
|  | Xerospermophilus                                                                   |
|  |                                                                                    |

|  | Cani della prateria (Cynomys) |
|  |                               |
|  | Xerospermophilus              |
|  |                               |

|  | Citello di Franklin (Poliocitellus franklinii)                                     |
|  |                                                                                    |
|  | \| \| Cani della prateria (Cynomys) \| \| \| \| \| \| Xerospermophilus \| \| \| \| |
|  |                                                                                    |
|  | Cani della prateria (Cynomys)                                                      |
|  |                                                                                    |
|  | Xerospermophilus                                                                   |
|  |                                                                                    |

|  | Cani della prateria (Cynomys) |
|  |                               |
|  | Xerospermophilus              |
|  |                               |

|  | Citello di Franklin (Poliocitellus franklinii)                                     |
|  |                                                                                    |
|  | \| \| Cani della prateria (Cynomys) \| \| \| \| \| \| Xerospermophilus \| \| \| \| |
|  |                                                                                    |
|  | Cani della prateria (Cynomys)                                                      |
|  |                                                                                    |
|  | Xerospermophilus                                                                   |
|  |                                                                                    |

|  | Cani della prateria (Cynomys) |
|  |                               |
|  | Xerospermophilus              |
|  |                               |

|  | Citello di Franklin (Poliocitellus franklinii)                                     |
|  |                                                                                    |
|  | \| \| Cani della prateria (Cynomys) \| \| \| \| \| \| Xerospermophilus \| \| \| \| |
|  |                                                                                    |
|  | Cani della prateria (Cynomys)                                                      |
|  |                                                                                    |
|  | Xerospermophilus                                                                   |
|  |                                                                                    |

|  | Cani della prateria (Cynomys) |
|  |                               |
|  | Xerospermophilus              |
|  |                               |

|  | Citello di Franklin (Poliocitellus franklinii)                                     |
|  |                                                                                    |
|  | \| \| Cani della prateria (Cynomys) \| \| \| \| \| \| Xerospermophilus \| \| \| \| |
|  |                                                                                    |
|  | Cani della prateria (Cynomys)                                                      |
|  |                                                                                    |
|  | Xerospermophilus                                                                   |
|  |                                                                                    |

|  | Cani della prateria (Cynomys) |
|  |                               |
|  | Xerospermophilus              |
|  |                               |

|  | Citello di Franklin (Poliocitellus franklinii)                                     |
|  |                                                                                    |
|  | \| \| Cani della prateria (Cynomys) \| \| \| \| \| \| Xerospermophilus \| \| \| \| |
|  |                                                                                    |
|  | Cani della prateria (Cynomys)                                                      |
|  |                                                                                    |
|  | Xerospermophilus                                                                   |
|  |                                                                                    |

|  | Cani della prateria (Cynomys) |
|  |                               |
|  | Xerospermophilus              |
|  |                               |

|  | Citello di Franklin (Poliocitellus franklinii)                                     |
|  |                                                                                    |
|  | \| \| Cani della prateria (Cynomys) \| \| \| \| \| \| Xerospermophilus \| \| \| \| |
|  |                                                                                    |
|  | Cani della prateria (Cynomys)                                                      |
|  |                                                                                    |
|  | Xerospermophilus                                                                   |
|  |                                                                                    |

|  | Cani della prateria (Cynomys) |
|  |                               |
|  | Xerospermophilus              |
|  |                               |

|  | Citello di Franklin (Poliocitellus franklinii)                                     |
|  |                                                                                    |
|  | \| \| Cani della prateria (Cynomys) \| \| \| \| \| \| Xerospermophilus \| \| \| \| |
|  |                                                                                    |
|  | Cani della prateria (Cynomys)                                                      |
|  |                                                                                    |
|  | Xerospermophilus                                                                   |
|  |                                                                                    |

|  | Cani della prateria (Cynomys) |
|  |                               |
|  | Xerospermophilus              |
|  |                               |

|  | Citello di Franklin (Poliocitellus franklinii)                                     |
|  |                                                                                    |
|  | \| \| Cani della prateria (Cynomys) \| \| \| \| \| \| Xerospermophilus \| \| \| \| |
|  |                                                                                    |
|  | Cani della prateria (Cynomys)                                                      |
|  |                                                                                    |
|  | Xerospermophilus                                                                   |
|  |                                                                                    |

|  | Cani della prateria (Cynomys) |
|  |                               |
|  | Xerospermophilus              |
|  |                               |

|  | Citello di Franklin (Poliocitellus franklinii)                                     |
|  |                                                                                    |
|  | \| \| Cani della prateria (Cynomys) \| \| \| \| \| \| Xerospermophilus \| \| \| \| |
|  |                                                                                    |
|  | Cani della prateria (Cynomys)                                                      |
|  |                                                                                    |
|  | Xerospermophilus                                                                   |
|  |                                                                                    |

|  | Cani della prateria (Cynomys) |
|  |                               |
|  | Xerospermophilus              |
|  |                               |

|  | Otospermophilus   |
|  |                   |
|  | Callospermophilus |
|  |                   |

|  | Citello di Franklin (Poliocitellus franklinii)                                     |
|  |                                                                                    |
|  | \| \| Cani della prateria (Cynomys) \| \| \| \| \| \| Xerospermophilus \| \| \| \| |
|  |                                                                                    |
|  | Cani della prateria (Cynomys)                                                      |
|  |                                                                                    |
|  | Xerospermophilus                                                                   |
|  |                                                                                    |

|  | Cani della prateria (Cynomys) |
|  |                               |
|  | Xerospermophilus              |
|  |                               |

|  | Citello di Franklin (Poliocitellus franklinii)                                     |
|  |                                                                                    |
|  | \| \| Cani della prateria (Cynomys) \| \| \| \| \| \| Xerospermophilus \| \| \| \| |
|  |                                                                                    |
|  | Cani della prateria (Cynomys)                                                      |
|  |                                                                                    |
|  | Xerospermophilus                                                                   |
|  |                                                                                    |

|  | Cani della prateria (Cynomys) |
|  |                               |
|  | Xerospermophilus              |
|  |                               |

|  | Citello di Franklin (Poliocitellus franklinii)                                     |
|  |                                                                                    |
|  | \| \| Cani della prateria (Cynomys) \| \| \| \| \| \| Xerospermophilus \| \| \| \| |
|  |                                                                                    |
|  | Cani della prateria (Cynomys)                                                      |
|  |                                                                                    |
|  | Xerospermophilus                                                                   |
|  |                                                                                    |

|  | Cani della prateria (Cynomys) |
|  |                               |
|  | Xerospermophilus              |
|  |                               |

|  | Citello di Franklin (Poliocitellus franklinii)                                     |
|  |                                                                                    |
|  | \| \| Cani della prateria (Cynomys) \| \| \| \| \| \| Xerospermophilus \| \| \| \| |
|  |                                                                                    |
|  | Cani della prateria (Cynomys)                                                      |
|  |                                                                                    |
|  | Xerospermophilus                                                                   |
|  |                                                                                    |

|  | Cani della prateria (Cynomys) |
|  |                               |
|  | Xerospermophilus              |
|  |                               |

|  | Citello di Franklin (Poliocitellus franklinii)                                     |
|  |                                                                                    |
|  | \| \| Cani della prateria (Cynomys) \| \| \| \| \| \| Xerospermophilus \| \| \| \| |
|  |                                                                                    |
|  | Cani della prateria (Cynomys)                                                      |
|  |                                                                                    |
|  | Xerospermophilus                                                                   |
|  |                                                                                    |

|  | Cani della prateria (Cynomys) |
|  |                               |
|  | Xerospermophilus              |
|  |                               |

|  | Citello di Franklin (Poliocitellus franklinii)                                     |
|  |                                                                                    |
|  | \| \| Cani della prateria (Cynomys) \| \| \| \| \| \| Xerospermophilus \| \| \| \| |
|  |                                                                                    |
|  | Cani della prateria (Cynomys)                                                      |
|  |                                                                                    |
|  | Xerospermophilus                                                                   |
|  |                                                                                    |

|  | Cani della prateria (Cynomys) |
|  |                               |
|  | Xerospermophilus              |
|  |                               |

|  | Citello di Franklin (Poliocitellus franklinii)                                     |
|  |                                                                                    |
|  | \| \| Cani della prateria (Cynomys) \| \| \| \| \| \| Xerospermophilus \| \| \| \| |
|  |                                                                                    |
|  | Cani della prateria (Cynomys)                                                      |
|  |                                                                                    |
|  | Xerospermophilus                                                                   |
|  |                                                                                    |

|  | Cani della prateria (Cynomys) |
|  |                               |
|  | Xerospermophilus              |
|  |                               |

|  | Citello di Franklin (Poliocitellus franklinii)                                     |
|  |                                                                                    |
|  | \| \| Cani della prateria (Cynomys) \| \| \| \| \| \| Xerospermophilus \| \| \| \| |
|  |                                                                                    |
|  | Cani della prateria (Cynomys)                                                      |
|  |                                                                                    |
|  | Xerospermophilus                                                                   |
|  |                                                                                    |

|  | Cani della prateria (Cynomys) |
|  |                               |
|  | Xerospermophilus              |
|  |                               |

|  | Citello di Franklin (Poliocitellus franklinii)                                     |
|  |                                                                                    |
|  | \| \| Cani della prateria (Cynomys) \| \| \| \| \| \| Xerospermophilus \| \| \| \| |
|  |                                                                                    |
|  | Cani della prateria (Cynomys)                                                      |
|  |                                                                                    |
|  | Xerospermophilus                                                                   |
|  |                                                                                    |

|  | Cani della prateria (Cynomys) |
|  |                               |
|  | Xerospermophilus              |
|  |                               |

|  | Citello di Franklin (Poliocitellus franklinii)                                     |
|  |                                                                                    |
|  | \| \| Cani della prateria (Cynomys) \| \| \| \| \| \| Xerospermophilus \| \| \| \| |
|  |                                                                                    |
|  | Cani della prateria (Cynomys)                                                      |
|  |                                                                                    |
|  | Xerospermophilus                                                                   |
|  |                                                                                    |

|  | Cani della prateria (Cynomys) |
|  |                               |
|  | Xerospermophilus              |
|  |                               |

|  | Citello di Franklin (Poliocitellus franklinii)                                     |
|  |                                                                                    |
|  | \| \| Cani della prateria (Cynomys) \| \| \| \| \| \| Xerospermophilus \| \| \| \| |
|  |                                                                                    |
|  | Cani della prateria (Cynomys)                                                      |
|  |                                                                                    |
|  | Xerospermophilus                                                                   |
|  |                                                                                    |

|  | Cani della prateria (Cynomys) |
|  |                               |
|  | Xerospermophilus              |
|  |                               |

|  | Citello di Franklin (Poliocitellus franklinii)                                     |
|  |                                                                                    |
|  | \| \| Cani della prateria (Cynomys) \| \| \| \| \| \| Xerospermophilus \| \| \| \| |
|  |                                                                                    |
|  | Cani della prateria (Cynomys)                                                      |
|  |                                                                                    |
|  | Xerospermophilus                                                                   |
|  |                                                                                    |

|  | Cani della prateria (Cynomys) |
|  |                               |
|  | Xerospermophilus              |
|  |                               |

|  | Citello di Franklin (Poliocitellus franklinii)                                     |
|  |                                                                                    |
|  | \| \| Cani della prateria (Cynomys) \| \| \| \| \| \| Xerospermophilus \| \| \| \| |
|  |                                                                                    |
|  | Cani della prateria (Cynomys)                                                      |
|  |                                                                                    |
|  | Xerospermophilus                                                                   |
|  |                                                                                    |

|  | Cani della prateria (Cynomys) |
|  |                               |
|  | Xerospermophilus              |
|  |                               |

|  | Citello di Franklin (Poliocitellus franklinii)                                     |
|  |                                                                                    |
|  | \| \| Cani della prateria (Cynomys) \| \| \| \| \| \| Xerospermophilus \| \| \| \| |
|  |                                                                                    |
|  | Cani della prateria (Cynomys)                                                      |
|  |                                                                                    |
|  | Xerospermophilus                                                                   |
|  |                                                                                    |

|  | Cani della prateria (Cynomys) |
|  |                               |
|  | Xerospermophilus              |
|  |                               |

|  | Citello di Franklin (Poliocitellus franklinii)                                     |
|  |                                                                                    |
|  | \| \| Cani della prateria (Cynomys) \| \| \| \| \| \| Xerospermophilus \| \| \| \| |
|  |                                                                                    |
|  | Cani della prateria (Cynomys)                                                      |
|  |                                                                                    |
|  | Xerospermophilus                                                                   |
|  |                                                                                    |

|  | Cani della prateria (Cynomys) |
|  |                               |
|  | Xerospermophilus              |
|  |                               |

|  | Citello di Franklin (Poliocitellus franklinii)                                     |
|  |                                                                                    |
|  | \| \| Cani della prateria (Cynomys) \| \| \| \| \| \| Xerospermophilus \| \| \| \| |
|  |                                                                                    |
|  | Cani della prateria (Cynomys)                                                      |
|  |                                                                                    |
|  | Xerospermophilus                                                                   |
|  |                                                                                    |

|  | Cani della prateria (Cynomys) |
|  |                               |
|  | Xerospermophilus              |
|  |                               |

Le marmotte costituiscono un genere della famiglia degli Sciuridi (Sciuridae) assegnato alla sottofamiglia degli scoiattoli di terra (Xerinae) e alla tribù degli scoiattoli di terra propriamente detti (Marmotini). Il genere venne istituito per la prima volta da Johann Friedrich Blumenbach nel 1779, ma la marmotta delle Alpi (M. marmota) e la marmotta monax (M. monax) erano già state descritte nel 1758 da Linneo nella sua decima edizione del Systema Naturae, sebbene assegnate allo stesso genere dei topi, Mus.
Nel 2004 uno studio di biologia molecolare ha confermato che le marmotte formano un gruppo monofiletico identificato come sister group di tutti gli altri Marmotini ad eccezione dei citelli antilope (Ammospermophilus) e dei citelli appartenenti ai generi Notocitellus, Otospermophilus e Callospermophilus, che venivano raggruppati originariamente nel genere Spermophilus.

### Specie
I più antichi fossili di marmotta sono stati rinvenuti in America del Nord e risalgono al Miocene (da 23,03 a 5,33 milioni di anni fa). Da qui raggiunsero l'Eurasia diverse volte: nel Miocene superiore, nel Pliocene (da 5,33 a 1,8 milioni di anni fa) e più recentemente nel Pleistocene (da 1,8 a 11500 anni fa).
|  | Marmotta monax (M. monax)         |
|  |                                   |
|  | Marmotta dell'Alaska (M. broweri) |
|  |                                   |

|  | Marmotta di Menzbier (M. menzbieri)    |
|  |                                        |
|  | Marmotta dalla coda lunga (M. caudata) |
|  |                                        |

|  | Marmotta dell'Himalaya (M. himalayana)                                                                               |
|  | |
|  | \| \| Marmotta dalla testa nera (M. camtschatica) \| \| \| \| \| \| Marmotta della Siberia (M. sibirica) \| \| \| \| |
|  | |
|  | Marmotta dalla testa nera (M. camtschatica)                                                                          |
|  | |
|  | Marmotta della Siberia (M. sibirica)                                                                                 |
|  | |

|  | Marmotta dalla testa nera (M. camtschatica) |
|  |                                             |
|  | Marmotta della Siberia (M. sibirica)        |
|  |                                             |

|  | Marmotta bobak (M. bobak)                                                                                          |
|  | |
|  | \| \| Marmotta grigia (M. baibacina) \| \| \| \| \| \| Marmotta della steppa boscosa (M. kastschenkoi) \| \| \| \| |
|  | |
|  | Marmotta grigia (M. baibacina)                                                                                     |
|  | |
|  | Marmotta della steppa boscosa (M. kastschenkoi)                                                                    |
|  | |

|  | Marmotta grigia (M. baibacina)                  |
|  |                                                 |
|  | Marmotta della steppa boscosa (M. kastschenkoi) |
|  |                                                 |

|  | Marmotta dell'Himalaya (M. himalayana)                                                                               |
|  | |
|  | \| \| Marmotta dalla testa nera (M. camtschatica) \| \| \| \| \| \| Marmotta della Siberia (M. sibirica) \| \| \| \| |
|  | |
|  | Marmotta dalla testa nera (M. camtschatica)                                                                          |
|  | |
|  | Marmotta della Siberia (M. sibirica)                                                                                 |
|  | |

|  | Marmotta dalla testa nera (M. camtschatica) |
|  |                                             |
|  | Marmotta della Siberia (M. sibirica)        |
|  |                                             |

|  | Marmotta bobak (M. bobak)                                                                                          |
|  | |
|  | \| \| Marmotta grigia (M. baibacina) \| \| \| \| \| \| Marmotta della steppa boscosa (M. kastschenkoi) \| \| \| \| |
|  | |
|  | Marmotta grigia (M. baibacina)                                                                                     |
|  | |
|  | Marmotta della steppa boscosa (M. kastschenkoi)                                                                    |
|  | |

|  | Marmotta grigia (M. baibacina)                  |
|  |                                                 |
|  | Marmotta della steppa boscosa (M. kastschenkoi) |
|  |                                                 |

|  | Marmotta di Menzbier (M. menzbieri)    |
|  |                                        |
|  | Marmotta dalla coda lunga (M. caudata) |
|  |                                        |

|  | Marmotta dell'Himalaya (M. himalayana)                                                                               |
|  | |
|  | \| \| Marmotta dalla testa nera (M. camtschatica) \| \| \| \| \| \| Marmotta della Siberia (M. sibirica) \| \| \| \| |
|  | |
|  | Marmotta dalla testa nera (M. camtschatica)                                                                          |
|  | |
|  | Marmotta della Siberia (M. sibirica)                                                                                 |
|  | |

|  | Marmotta dalla testa nera (M. camtschatica) |
|  |                                             |
|  | Marmotta della Siberia (M. sibirica)        |
|  |                                             |

|  | Marmotta bobak (M. bobak)                                                                                          |
|  | |
|  | \| \| Marmotta grigia (M. baibacina) \| \| \| \| \| \| Marmotta della steppa boscosa (M. kastschenkoi) \| \| \| \| |
|  | |
|  | Marmotta grigia (M. baibacina)                                                                                     |
|  | |
|  | Marmotta della steppa boscosa (M. kastschenkoi)                                                                    |
|  | |

|  | Marmotta grigia (M. baibacina)                  |
|  |                                                 |
|  | Marmotta della steppa boscosa (M. kastschenkoi) |
|  |                                                 |

|  | Marmotta dell'Himalaya (M. himalayana)                                                                               |
|  | |
|  | \| \| Marmotta dalla testa nera (M. camtschatica) \| \| \| \| \| \| Marmotta della Siberia (M. sibirica) \| \| \| \| |
|  | |
|  | Marmotta dalla testa nera (M. camtschatica)                                                                          |
|  | |
|  | Marmotta della Siberia (M. sibirica)                                                                                 |
|  | |

|  | Marmotta dalla testa nera (M. camtschatica) |
|  |                                             |
|  | Marmotta della Siberia (M. sibirica)        |
|  |                                             |

|  | Marmotta bobak (M. bobak)                                                                                          |
|  | |
|  | \| \| Marmotta grigia (M. baibacina) \| \| \| \| \| \| Marmotta della steppa boscosa (M. kastschenkoi) \| \| \| \| |
|  | |
|  | Marmotta grigia (M. baibacina)                                                                                     |
|  | |
|  | Marmotta della steppa boscosa (M. kastschenkoi)                                                                    |
|  | |

|  | Marmotta grigia (M. baibacina)                  |
|  |                                                 |
|  | Marmotta della steppa boscosa (M. kastschenkoi) |
|  |                                                 |

|  | Marmotta di Menzbier (M. menzbieri)    |
|  |                                        |
|  | Marmotta dalla coda lunga (M. caudata) |
|  |                                        |

|  | Marmotta dell'Himalaya (M. himalayana)                                                                               |
|  | |
|  | \| \| Marmotta dalla testa nera (M. camtschatica) \| \| \| \| \| \| Marmotta della Siberia (M. sibirica) \| \| \| \| |
|  | |
|  | Marmotta dalla testa nera (M. camtschatica)                                                                          |
|  | |
|  | Marmotta della Siberia (M. sibirica)                                                                                 |
|  | |

|  | Marmotta dalla testa nera (M. camtschatica) |
|  |                                             |
|  | Marmotta della Siberia (M. sibirica)        |
|  |                                             |

|  | Marmotta bobak (M. bobak)                                                                                          |
|  | |
|  | \| \| Marmotta grigia (M. baibacina) \| \| \| \| \| \| Marmotta della steppa boscosa (M. kastschenkoi) \| \| \| \| |
|  | |
|  | Marmotta grigia (M. baibacina)                                                                                     |
|  | |
|  | Marmotta della steppa boscosa (M. kastschenkoi)                                                                    |
|  | |

|  | Marmotta grigia (M. baibacina)                  |
|  |                                                 |
|  | Marmotta della steppa boscosa (M. kastschenkoi) |
|  |                                                 |

|  | Marmotta dell'Himalaya (M. himalayana)                                                                               |
|  | |
|  | \| \| Marmotta dalla testa nera (M. camtschatica) \| \| \| \| \| \| Marmotta della Siberia (M. sibirica) \| \| \| \| |
|  | |
|  | Marmotta dalla testa nera (M. camtschatica)                                                                          |
|  | |
|  | Marmotta della Siberia (M. sibirica)                                                                                 |
|  | |

|  | Marmotta dalla testa nera (M. camtschatica) |
|  |                                             |
|  | Marmotta della Siberia (M. sibirica)        |
|  |                                             |

|  | Marmotta bobak (M. bobak)                                                                                          |
|  | |
|  | \| \| Marmotta grigia (M. baibacina) \| \| \| \| \| \| Marmotta della steppa boscosa (M. kastschenkoi) \| \| \| \| |
|  | |
|  | Marmotta grigia (M. baibacina)                                                                                     |
|  | |
|  | Marmotta della steppa boscosa (M. kastschenkoi)                                                                    |
|  | |

|  | Marmotta grigia (M. baibacina)                  |
|  |                                                 |
|  | Marmotta della steppa boscosa (M. kastschenkoi) |
|  |                                                 |

|  | Marmotta di Menzbier (M. menzbieri)    |
|  |                                        |
|  | Marmotta dalla coda lunga (M. caudata) |
|  |                                        |

|  | Marmotta dell'Himalaya (M. himalayana)                                                                               |
|  | |
|  | \| \| Marmotta dalla testa nera (M. camtschatica) \| \| \| \| \| \| Marmotta della Siberia (M. sibirica) \| \| \| \| |
|  | |
|  | Marmotta dalla testa nera (M. camtschatica)                                                                          |
|  | |
|  | Marmotta della Siberia (M. sibirica)                                                                                 |
|  | |

|  | Marmotta dalla testa nera (M. camtschatica) |
|  |                                             |
|  | Marmotta della Siberia (M. sibirica)        |
|  |                                             |

|  | Marmotta bobak (M. bobak)                                                                                          |
|  | |
|  | \| \| Marmotta grigia (M. baibacina) \| \| \| \| \| \| Marmotta della steppa boscosa (M. kastschenkoi) \| \| \| \| |
|  | |
|  | Marmotta grigia (M. baibacina)                                                                                     |
|  | |
|  | Marmotta della steppa boscosa (M. kastschenkoi)                                                                    |
|  | |

|  | Marmotta grigia (M. baibacina)                  |
|  |                                                 |
|  | Marmotta della steppa boscosa (M. kastschenkoi) |
|  |                                                 |

|  | Marmotta dell'Himalaya (M. himalayana)                                                                               |
|  | |
|  | \| \| Marmotta dalla testa nera (M. camtschatica) \| \| \| \| \| \| Marmotta della Siberia (M. sibirica) \| \| \| \| |
|  | |
|  | Marmotta dalla testa nera (M. camtschatica)                                                                          |
|  | |
|  | Marmotta della Siberia (M. sibirica)                                                                                 |
|  | |

|  | Marmotta dalla testa nera (M. camtschatica) |
|  |                                             |
|  | Marmotta della Siberia (M. sibirica)        |
|  |                                             |

|  | Marmotta bobak (M. bobak)                                                                                          |
|  | |
|  | \| \| Marmotta grigia (M. baibacina) \| \| \| \| \| \| Marmotta della steppa boscosa (M. kastschenkoi) \| \| \| \| |
|  | |
|  | Marmotta grigia (M. baibacina)                                                                                     |
|  | |
|  | Marmotta della steppa boscosa (M. kastschenkoi)                                                                    |
|  | |

|  | Marmotta grigia (M. baibacina)                  |
|  |                                                 |
|  | Marmotta della steppa boscosa (M. kastschenkoi) |
|  |                                                 |

|  | Marmotta monax (M. monax)         |
|  |                                   |
|  | Marmotta dell'Alaska (M. broweri) |
|  |                                   |

|  | Marmotta di Menzbier (M. menzbieri)    |
|  |                                        |
|  | Marmotta dalla coda lunga (M. caudata) |
|  |                                        |

|  | Marmotta dell'Himalaya (M. himalayana)                                                                               |
|  | |
|  | \| \| Marmotta dalla testa nera (M. camtschatica) \| \| \| \| \| \| Marmotta della Siberia (M. sibirica) \| \| \| \| |
|  | |
|  | Marmotta dalla testa nera (M. camtschatica)                                                                          |
|  | |
|  | Marmotta della Siberia (M. sibirica)                                                                                 |
|  | |

|  | Marmotta dalla testa nera (M. camtschatica) |
|  |                                             |
|  | Marmotta della Siberia (M. sibirica)        |
|  |                                             |

|  | Marmotta bobak (M. bobak)                                                                                          |
|  | |
|  | \| \| Marmotta grigia (M. baibacina) \| \| \| \| \| \| Marmotta della steppa boscosa (M. kastschenkoi) \| \| \| \| |
|  | |
|  | Marmotta grigia (M. baibacina)                                                                                     |
|  | |
|  | Marmotta della steppa boscosa (M. kastschenkoi)                                                                    |
|  | |

|  | Marmotta grigia (M. baibacina)                  |
|  |                                                 |
|  | Marmotta della steppa boscosa (M. kastschenkoi) |
|  |                                                 |

|  | Marmotta dell'Himalaya (M. himalayana)                                                                               |
|  | |
|  | \| \| Marmotta dalla testa nera (M. camtschatica) \| \| \| \| \| \| Marmotta della Siberia (M. sibirica) \| \| \| \| |
|  | |
|  | Marmotta dalla testa nera (M. camtschatica)                                                                          |
|  | |
|  | Marmotta della Siberia (M. sibirica)                                                                                 |
|  | |

|  | Marmotta dalla testa nera (M. camtschatica) |
|  |                                             |
|  | Marmotta della Siberia (M. sibirica)        |
|  |                                             |

|  | Marmotta bobak (M. bobak)                                                                                          |
|  | |
|  | \| \| Marmotta grigia (M. baibacina) \| \| \| \| \| \| Marmotta della steppa boscosa (M. kastschenkoi) \| \| \| \| |
|  | |
|  | Marmotta grigia (M. baibacina)                                                                                     |
|  | |
|  | Marmotta della steppa boscosa (M. kastschenkoi)                                                                    |
|  | |

|  | Marmotta grigia (M. baibacina)                  |
|  |                                                 |
|  | Marmotta della steppa boscosa (M. kastschenkoi) |
|  |                                                 |

|  | Marmotta di Menzbier (M. menzbieri)    |
|  |                                        |
|  | Marmotta dalla coda lunga (M. caudata) |
|  |                                        |

|  | Marmotta dell'Himalaya (M. himalayana)                                                                               |
|  | |
|  | \| \| Marmotta dalla testa nera (M. camtschatica) \| \| \| \| \| \| Marmotta della Siberia (M. sibirica) \| \| \| \| |
|  | |
|  | Marmotta dalla testa nera (M. camtschatica)                                                                          |
|  | |
|  | Marmotta della Siberia (M. sibirica)                                                                                 |
|  | |

|  | Marmotta dalla testa nera (M. camtschatica) |
|  |                                             |
|  | Marmotta della Siberia (M. sibirica)        |
|  |                                             |

|  | Marmotta bobak (M. bobak)                                                                                          |
|  | |
|  | \| \| Marmotta grigia (M. baibacina) \| \| \| \| \| \| Marmotta della steppa boscosa (M. kastschenkoi) \| \| \| \| |
|  | |
|  | Marmotta grigia (M. baibacina)                                                                                     |
|  | |
|  | Marmotta della steppa boscosa (M. kastschenkoi)                                                                    |
|  | |

|  | Marmotta grigia (M. baibacina)                  |
|  |                                                 |
|  | Marmotta della steppa boscosa (M. kastschenkoi) |
|  |                                                 |

|  | Marmotta dell'Himalaya (M. himalayana)                                                                               |
|  | |
|  | \| \| Marmotta dalla testa nera (M. camtschatica) \| \| \| \| \| \| Marmotta della Siberia (M. sibirica) \| \| \| \| |
|  | |
|  | Marmotta dalla testa nera (M. camtschatica)                                                                          |
|  | |
|  | Marmotta della Siberia (M. sibirica)                                                                                 |
|  | |

|  | Marmotta dalla testa nera (M. camtschatica) |
|  |                                             |
|  | Marmotta della Siberia (M. sibirica)        |
|  |                                             |

|  | Marmotta bobak (M. bobak)                                                                                          |
|  | |
|  | \| \| Marmotta grigia (M. baibacina) \| \| \| \| \| \| Marmotta della steppa boscosa (M. kastschenkoi) \| \| \| \| |
|  | |
|  | Marmotta grigia (M. baibacina)                                                                                     |
|  | |
|  | Marmotta della steppa boscosa (M. kastschenkoi)                                                                    |
|  | |

|  | Marmotta grigia (M. baibacina)                  |
|  |                                                 |
|  | Marmotta della steppa boscosa (M. kastschenkoi) |
|  |                                                 |

|  | Marmotta di Menzbier (M. menzbieri)    |
|  |                                        |
|  | Marmotta dalla coda lunga (M. caudata) |
|  |                                        |

|  | Marmotta dell'Himalaya (M. himalayana)                                                                               |
|  | |
|  | \| \| Marmotta dalla testa nera (M. camtschatica) \| \| \| \| \| \| Marmotta della Siberia (M. sibirica) \| \| \| \| |
|  | |
|  | Marmotta dalla testa nera (M. camtschatica)                                                                          |
|  | |
|  | Marmotta della Siberia (M. sibirica)                                                                                 |
|  | |

|  | Marmotta dalla testa nera (M. camtschatica) |
|  |                                             |
|  | Marmotta della Siberia (M. sibirica)        |
|  |                                             |

|  | Marmotta bobak (M. bobak)                                                                                          |
|  | |
|  | \| \| Marmotta grigia (M. baibacina) \| \| \| \| \| \| Marmotta della steppa boscosa (M. kastschenkoi) \| \| \| \| |
|  | |
|  | Marmotta grigia (M. baibacina)                                                                                     |
|  | |
|  | Marmotta della steppa boscosa (M. kastschenkoi)                                                                    |
|  | |

|  | Marmotta grigia (M. baibacina)                  |
|  |                                                 |
|  | Marmotta della steppa boscosa (M. kastschenkoi) |
|  |                                                 |

|  | Marmotta dell'Himalaya (M. himalayana)                                                                               |
|  | |
|  | \| \| Marmotta dalla testa nera (M. camtschatica) \| \| \| \| \| \| Marmotta della Siberia (M. sibirica) \| \| \| \| |
|  | |
|  | Marmotta dalla testa nera (M. camtschatica)                                                                          |
|  | |
|  | Marmotta della Siberia (M. sibirica)                                                                                 |
|  | |

|  | Marmotta dalla testa nera (M. camtschatica) |
|  |                                             |
|  | Marmotta della Siberia (M. sibirica)        |
|  |                                             |

|  | Marmotta bobak (M. bobak)                                                                                          |
|  | |
|  | \| \| Marmotta grigia (M. baibacina) \| \| \| \| \| \| Marmotta della steppa boscosa (M. kastschenkoi) \| \| \| \| |
|  | |
|  | Marmotta grigia (M. baibacina)                                                                                     |
|  | |
|  | Marmotta della steppa boscosa (M. kastschenkoi)                                                                    |
|  | |

|  | Marmotta grigia (M. baibacina)                  |
|  |                                                 |
|  | Marmotta della steppa boscosa (M. kastschenkoi) |
|  |                                                 |

|  | Marmotta di Menzbier (M. menzbieri)    |
|  |                                        |
|  | Marmotta dalla coda lunga (M. caudata) |
|  |                                        |

|  | Marmotta dell'Himalaya (M. himalayana)                                                                               |
|  | |
|  | \| \| Marmotta dalla testa nera (M. camtschatica) \| \| \| \| \| \| Marmotta della Siberia (M. sibirica) \| \| \| \| |
|  | |
|  | Marmotta dalla testa nera (M. camtschatica)                                                                          |
|  | |
|  | Marmotta della Siberia (M. sibirica)                                                                                 |
|  | |

|  | Marmotta dalla testa nera (M. camtschatica) |
|  |                                             |
|  | Marmotta della Siberia (M. sibirica)        |
|  |                                             |

|  | Marmotta bobak (M. bobak)                                                                                          |
|  | |
|  | \| \| Marmotta grigia (M. baibacina) \| \| \| \| \| \| Marmotta della steppa boscosa (M. kastschenkoi) \| \| \| \| |
|  | |
|  | Marmotta grigia (M. baibacina)                                                                                     |
|  | |
|  | Marmotta della steppa boscosa (M. kastschenkoi)                                                                    |
|  | |

|  | Marmotta grigia (M. baibacina)                  |
|  |                                                 |
|  | Marmotta della steppa boscosa (M. kastschenkoi) |
|  |                                                 |

|  | Marmotta dell'Himalaya (M. himalayana)                                                                               |
|  | |
|  | \| \| Marmotta dalla testa nera (M. camtschatica) \| \| \| \| \| \| Marmotta della Siberia (M. sibirica) \| \| \| \| |
|  | |
|  | Marmotta dalla testa nera (M. camtschatica)                                                                          |
|  | |
|  | Marmotta della Siberia (M. sibirica)                                                                                 |
|  | |

|  | Marmotta dalla testa nera (M. camtschatica) |
|  |                                             |
|  | Marmotta della Siberia (M. sibirica)        |
|  |                                             |

|  | Marmotta bobak (M. bobak)                                                                                          |
|  | |
|  | \| \| Marmotta grigia (M. baibacina) \| \| \| \| \| \| Marmotta della steppa boscosa (M. kastschenkoi) \| \| \| \| |
|  | |
|  | Marmotta grigia (M. baibacina)                                                                                     |
|  | |
|  | Marmotta della steppa boscosa (M. kastschenkoi)                                                                    |
|  | |

|  | Marmotta grigia (M. baibacina)                  |
|  |                                                 |
|  | Marmotta della steppa boscosa (M. kastschenkoi) |
|  |                                                 |

|  | Marmotta del monte Olympic (M. olympus)                                                                                      |
|  | |
|  | \| \| Marmotta delle Montagne Rocciose (M. caligata) \| \| \| \| \| \| Marmotta di Vancouver (M. vancouverensis) \| \| \| \| |
|  | |
|  | Marmotta delle Montagne Rocciose (M. caligata)                                                                               |
|  | |
|  | Marmotta di Vancouver (M. vancouverensis)                                                                                    |
|  | |

|  | Marmotta delle Montagne Rocciose (M. caligata) |
|  |                                                |
|  | Marmotta di Vancouver (M. vancouverensis)      |
|  |                                                |

|  | Marmotta del monte Olympic (M. olympus)                                                                                      |
|  | |
|  | \| \| Marmotta delle Montagne Rocciose (M. caligata) \| \| \| \| \| \| Marmotta di Vancouver (M. vancouverensis) \| \| \| \| |
|  | |
|  | Marmotta delle Montagne Rocciose (M. caligata)                                                                               |
|  | |
|  | Marmotta di Vancouver (M. vancouverensis)                                                                                    |
|  | |

|  | Marmotta delle Montagne Rocciose (M. caligata) |
|  |                                                |
|  | Marmotta di Vancouver (M. vancouverensis)      |
|  |                                                |

|  | Marmotta monax (M. monax)         |
|  |                                   |
|  | Marmotta dell'Alaska (M. broweri) |
|  |                                   |

|  | Marmotta di Menzbier (M. menzbieri)    |
|  |                                        |
|  | Marmotta dalla coda lunga (M. caudata) |
|  |                                        |

|  | Marmotta dell'Himalaya (M. himalayana)                                                                               |
|  | |
|  | \| \| Marmotta dalla testa nera (M. camtschatica) \| \| \| \| \| \| Marmotta della Siberia (M. sibirica) \| \| \| \| |
|  | |
|  | Marmotta dalla testa nera (M. camtschatica)                                                                          |
|  | |
|  | Marmotta della Siberia (M. sibirica)                                                                                 |
|  | |

|  | Marmotta dalla testa nera (M. camtschatica) |
|  |                                             |
|  | Marmotta della Siberia (M. sibirica)        |
|  |                                             |

|  | Marmotta bobak (M. bobak)                                                                                          |
|  | |
|  | \| \| Marmotta grigia (M. baibacina) \| \| \| \| \| \| Marmotta della steppa boscosa (M. kastschenkoi) \| \| \| \| |
|  | |
|  | Marmotta grigia (M. baibacina)                                                                                     |
|  | |
|  | Marmotta della steppa boscosa (M. kastschenkoi)                                                                    |
|  | |

|  | Marmotta grigia (M. baibacina)                  |
|  |                                                 |
|  | Marmotta della steppa boscosa (M. kastschenkoi) |
|  |                                                 |

|  | Marmotta dell'Himalaya (M. himalayana)                                                                               |
|  | |
|  | \| \| Marmotta dalla testa nera (M. camtschatica) \| \| \| \| \| \| Marmotta della Siberia (M. sibirica) \| \| \| \| |
|  | |
|  | Marmotta dalla testa nera (M. camtschatica)                                                                          |
|  | |
|  | Marmotta della Siberia (M. sibirica)                                                                                 |
|  | |

|  | Marmotta dalla testa nera (M. camtschatica) |
|  |                                             |
|  | Marmotta della Siberia (M. sibirica)        |
|  |                                             |

|  | Marmotta bobak (M. bobak)                                                                                          |
|  | |
|  | \| \| Marmotta grigia (M. baibacina) \| \| \| \| \| \| Marmotta della steppa boscosa (M. kastschenkoi) \| \| \| \| |
|  | |
|  | Marmotta grigia (M. baibacina)                                                                                     |
|  | |
|  | Marmotta della steppa boscosa (M. kastschenkoi)                                                                    |
|  | |

|  | Marmotta grigia (M. baibacina)                  |
|  |                                                 |
|  | Marmotta della steppa boscosa (M. kastschenkoi) |
|  |                                                 |

|  | Marmotta di Menzbier (M. menzbieri)    |
|  |                                        |
|  | Marmotta dalla coda lunga (M. caudata) |
|  |                                        |

|  | Marmotta dell'Himalaya (M. himalayana)                                                                               |
|  | |
|  | \| \| Marmotta dalla testa nera (M. camtschatica) \| \| \| \| \| \| Marmotta della Siberia (M. sibirica) \| \| \| \| |
|  | |
|  | Marmotta dalla testa nera (M. camtschatica)                                                                          |
|  | |
|  | Marmotta della Siberia (M. sibirica)                                                                                 |
|  | |

|  | Marmotta dalla testa nera (M. camtschatica) |
|  |                                             |
|  | Marmotta della Siberia (M. sibirica)        |
|  |                                             |

|  | Marmotta bobak (M. bobak)                                                                                          |
|  | |
|  | \| \| Marmotta grigia (M. baibacina) \| \| \| \| \| \| Marmotta della steppa boscosa (M. kastschenkoi) \| \| \| \| |
|  | |
|  | Marmotta grigia (M. baibacina)                                                                                     |
|  | |
|  | Marmotta della steppa boscosa (M. kastschenkoi)                                                                    |
|  | |

|  | Marmotta grigia (M. baibacina)                  |
|  |                                                 |
|  | Marmotta della steppa boscosa (M. kastschenkoi) |
|  |                                                 |

|  | Marmotta dell'Himalaya (M. himalayana)                                                                               |
|  | |
|  | \| \| Marmotta dalla testa nera (M. camtschatica) \| \| \| \| \| \| Marmotta della Siberia (M. sibirica) \| \| \| \| |
|  | |
|  | Marmotta dalla testa nera (M. camtschatica)                                                                          |
|  | |
|  | Marmotta della Siberia (M. sibirica)                                                                                 |
|  | |

|  | Marmotta dalla testa nera (M. camtschatica) |
|  |                                             |
|  | Marmotta della Siberia (M. sibirica)        |
|  |                                             |

|  | Marmotta bobak (M. bobak)                                                                                          |
|  | |
|  | \| \| Marmotta grigia (M. baibacina) \| \| \| \| \| \| Marmotta della steppa boscosa (M. kastschenkoi) \| \| \| \| |
|  | |
|  | Marmotta grigia (M. baibacina)                                                                                     |
|  | |
|  | Marmotta della steppa boscosa (M. kastschenkoi)                                                                    |
|  | |

|  | Marmotta grigia (M. baibacina)                  |
|  |                                                 |
|  | Marmotta della steppa boscosa (M. kastschenkoi) |
|  |                                                 |

|  | Marmotta di Menzbier (M. menzbieri)    |
|  |                                        |
|  | Marmotta dalla coda lunga (M. caudata) |
|  |                                        |

|  | Marmotta dell'Himalaya (M. himalayana)                                                                               |
|  | |
|  | \| \| Marmotta dalla testa nera (M. camtschatica) \| \| \| \| \| \| Marmotta della Siberia (M. sibirica) \| \| \| \| |
|  | |
|  | Marmotta dalla testa nera (M. camtschatica)                                                                          |
|  | |
|  | Marmotta della Siberia (M. sibirica)                                                                                 |
|  | |

|  | Marmotta dalla testa nera (M. camtschatica) |
|  |                                             |
|  | Marmotta della Siberia (M. sibirica)        |
|  |                                             |

|  | Marmotta bobak (M. bobak)                                                                                          |
|  | |
|  | \| \| Marmotta grigia (M. baibacina) \| \| \| \| \| \| Marmotta della steppa boscosa (M. kastschenkoi) \| \| \| \| |
|  | |
|  | Marmotta grigia (M. baibacina)                                                                                     |
|  | |
|  | Marmotta della steppa boscosa (M. kastschenkoi)                                                                    |
|  | |

|  | Marmotta grigia (M. baibacina)                  |
|  |                                                 |
|  | Marmotta della steppa boscosa (M. kastschenkoi) |
|  |                                                 |

|  | Marmotta dell'Himalaya (M. himalayana)                                                                               |
|  | |
|  | \| \| Marmotta dalla testa nera (M. camtschatica) \| \| \| \| \| \| Marmotta della Siberia (M. sibirica) \| \| \| \| |
|  | |
|  | Marmotta dalla testa nera (M. camtschatica)                                                                          |
|  | |
|  | Marmotta della Siberia (M. sibirica)                                                                                 |
|  | |

|  | Marmotta dalla testa nera (M. camtschatica) |
|  |                                             |
|  | Marmotta della Siberia (M. sibirica)        |
|  |                                             |

|  | Marmotta bobak (M. bobak)                                                                                          |
|  | |
|  | \| \| Marmotta grigia (M. baibacina) \| \| \| \| \| \| Marmotta della steppa boscosa (M. kastschenkoi) \| \| \| \| |
|  | |
|  | Marmotta grigia (M. baibacina)                                                                                     |
|  | |
|  | Marmotta della steppa boscosa (M. kastschenkoi)                                                                    |
|  | |

|  | Marmotta grigia (M. baibacina)                  |
|  |                                                 |
|  | Marmotta della steppa boscosa (M. kastschenkoi) |
|  |                                                 |

|  | Marmotta di Menzbier (M. menzbieri)    |
|  |                                        |
|  | Marmotta dalla coda lunga (M. caudata) |
|  |                                        |

|  | Marmotta dell'Himalaya (M. himalayana)                                                                               |
|  | |
|  | \| \| Marmotta dalla testa nera (M. camtschatica) \| \| \| \| \| \| Marmotta della Siberia (M. sibirica) \| \| \| \| |
|  | |
|  | Marmotta dalla testa nera (M. camtschatica)                                                                          |
|  | |
|  | Marmotta della Siberia (M. sibirica)                                                                                 |
|  | |

|  | Marmotta dalla testa nera (M. camtschatica) |
|  |                                             |
|  | Marmotta della Siberia (M. sibirica)        |
|  |                                             |

|  | Marmotta bobak (M. bobak)                                                                                          |
|  | |
|  | \| \| Marmotta grigia (M. baibacina) \| \| \| \| \| \| Marmotta della steppa boscosa (M. kastschenkoi) \| \| \| \| |
|  | |
|  | Marmotta grigia (M. baibacina)                                                                                     |
|  | |
|  | Marmotta della steppa boscosa (M. kastschenkoi)                                                                    |
|  | |

|  | Marmotta grigia (M. baibacina)                  |
|  |                                                 |
|  | Marmotta della steppa boscosa (M. kastschenkoi) |
|  |                                                 |

|  | Marmotta dell'Himalaya (M. himalayana)                                                                               |
|  | |
|  | \| \| Marmotta dalla testa nera (M. camtschatica) \| \| \| \| \| \| Marmotta della Siberia (M. sibirica) \| \| \| \| |
|  | |
|  | Marmotta dalla testa nera (M. camtschatica)                                                                          |
|  | |
|  | Marmotta della Siberia (M. sibirica)                                                                                 |
|  | |

|  | Marmotta dalla testa nera (M. camtschatica) |
|  |                                             |
|  | Marmotta della Siberia (M. sibirica)        |
|  |                                             |

|  | Marmotta bobak (M. bobak)                                                                                          |
|  | |
|  | \| \| Marmotta grigia (M. baibacina) \| \| \| \| \| \| Marmotta della steppa boscosa (M. kastschenkoi) \| \| \| \| |
|  | |
|  | Marmotta grigia (M. baibacina)                                                                                     |
|  | |
|  | Marmotta della steppa boscosa (M. kastschenkoi)                                                                    |
|  | |

|  | Marmotta grigia (M. baibacina)                  |
|  |                                                 |
|  | Marmotta della steppa boscosa (M. kastschenkoi) |
|  |                                                 |

|  | Marmotta monax (M. monax)         |
|  |                                   |
|  | Marmotta dell'Alaska (M. broweri) |
|  |                                   |

|  | Marmotta di Menzbier (M. menzbieri)    |
|  |                                        |
|  | Marmotta dalla coda lunga (M. caudata) |
|  |                                        |

|  | Marmotta dell'Himalaya (M. himalayana)                                                                               |
|  | |
|  | \| \| Marmotta dalla testa nera (M. camtschatica) \| \| \| \| \| \| Marmotta della Siberia (M. sibirica) \| \| \| \| |
|  | |
|  | Marmotta dalla testa nera (M. camtschatica)                                                                          |
|  | |
|  | Marmotta della Siberia (M. sibirica)                                                                                 |
|  | |

|  | Marmotta dalla testa nera (M. camtschatica) |
|  |                                             |
|  | Marmotta della Siberia (M. sibirica)        |
|  |                                             |

|  | Marmotta bobak (M. bobak)                                                                                          |
|  | |
|  | \| \| Marmotta grigia (M. baibacina) \| \| \| \| \| \| Marmotta della steppa boscosa (M. kastschenkoi) \| \| \| \| |
|  | |
|  | Marmotta grigia (M. baibacina)                                                                                     |
|  | |
|  | Marmotta della steppa boscosa (M. kastschenkoi)                                                                    |
|  | |

|  | Marmotta grigia (M. baibacina)                  |
|  |                                                 |
|  | Marmotta della steppa boscosa (M. kastschenkoi) |
|  |                                                 |

|  | Marmotta dell'Himalaya (M. himalayana)                                                                               |
|  | |
|  | \| \| Marmotta dalla testa nera (M. camtschatica) \| \| \| \| \| \| Marmotta della Siberia (M. sibirica) \| \| \| \| |
|  | |
|  | Marmotta dalla testa nera (M. camtschatica)                                                                          |
|  | |
|  | Marmotta della Siberia (M. sibirica)                                                                                 |
|  | |

|  | Marmotta dalla testa nera (M. camtschatica) |
|  |                                             |
|  | Marmotta della Siberia (M. sibirica)        |
|  |                                             |

|  | Marmotta bobak (M. bobak)                                                                                          |
|  | |
|  | \| \| Marmotta grigia (M. baibacina) \| \| \| \| \| \| Marmotta della steppa boscosa (M. kastschenkoi) \| \| \| \| |
|  | |
|  | Marmotta grigia (M. baibacina)                                                                                     |
|  | |
|  | Marmotta della steppa boscosa (M. kastschenkoi)                                                                    |
|  | |

|  | Marmotta grigia (M. baibacina)                  |
|  |                                                 |
|  | Marmotta della steppa boscosa (M. kastschenkoi) |
|  |                                                 |

|  | Marmotta di Menzbier (M. menzbieri)    |
|  |                                        |
|  | Marmotta dalla coda lunga (M. caudata) |
|  |                                        |

|  | Marmotta dell'Himalaya (M. himalayana)                                                                               |
|  | |
|  | \| \| Marmotta dalla testa nera (M. camtschatica) \| \| \| \| \| \| Marmotta della Siberia (M. sibirica) \| \| \| \| |
|  | |
|  | Marmotta dalla testa nera (M. camtschatica)                                                                          |
|  | |
|  | Marmotta della Siberia (M. sibirica)                                                                                 |
|  | |

|  | Marmotta dalla testa nera (M. camtschatica) |
|  |                                             |
|  | Marmotta della Siberia (M. sibirica)        |
|  |                                             |

|  | Marmotta bobak (M. bobak)                                                                                          |
|  | |
|  | \| \| Marmotta grigia (M. baibacina) \| \| \| \| \| \| Marmotta della steppa boscosa (M. kastschenkoi) \| \| \| \| |
|  | |
|  | Marmotta grigia (M. baibacina)                                                                                     |
|  | |
|  | Marmotta della steppa boscosa (M. kastschenkoi)                                                                    |
|  | |

|  | Marmotta grigia (M. baibacina)                  |
|  |                                                 |
|  | Marmotta della steppa boscosa (M. kastschenkoi) |
|  |                                                 |

|  | Marmotta dell'Himalaya (M. himalayana)                                                                               |
|  | |
|  | \| \| Marmotta dalla testa nera (M. camtschatica) \| \| \| \| \| \| Marmotta della Siberia (M. sibirica) \| \| \| \| |
|  | |
|  | Marmotta dalla testa nera (M. camtschatica)                                                                          |
|  | |
|  | Marmotta della Siberia (M. sibirica)                                                                                 |
|  | |

|  | Marmotta dalla testa nera (M. camtschatica) |
|  |                                             |
|  | Marmotta della Siberia (M. sibirica)        |
|  |                                             |

|  | Marmotta bobak (M. bobak)                                                                                          |
|  | |
|  | \| \| Marmotta grigia (M. baibacina) \| \| \| \| \| \| Marmotta della steppa boscosa (M. kastschenkoi) \| \| \| \| |
|  | |
|  | Marmotta grigia (M. baibacina)                                                                                     |
|  | |
|  | Marmotta della steppa boscosa (M. kastschenkoi)                                                                    |
|  | |

|  | Marmotta grigia (M. baibacina)                  |
|  |                                                 |
|  | Marmotta della steppa boscosa (M. kastschenkoi) |
|  |                                                 |

|  | Marmotta di Menzbier (M. menzbieri)    |
|  |                                        |
|  | Marmotta dalla coda lunga (M. caudata) |
|  |                                        |

|  | Marmotta dell'Himalaya (M. himalayana)                                                                               |
|  | |
|  | \| \| Marmotta dalla testa nera (M. camtschatica) \| \| \| \| \| \| Marmotta della Siberia (M. sibirica) \| \| \| \| |
|  | |
|  | Marmotta dalla testa nera (M. camtschatica)                                                                          |
|  | |
|  | Marmotta della Siberia (M. sibirica)                                                                                 |
|  | |

|  | Marmotta dalla testa nera (M. camtschatica) |
|  |                                             |
|  | Marmotta della Siberia (M. sibirica)        |
|  |                                             |

|  | Marmotta bobak (M. bobak)                                                                                          |
|  | |
|  | \| \| Marmotta grigia (M. baibacina) \| \| \| \| \| \| Marmotta della steppa boscosa (M. kastschenkoi) \| \| \| \| |
|  | |
|  | Marmotta grigia (M. baibacina)                                                                                     |
|  | |
|  | Marmotta della steppa boscosa (M. kastschenkoi)                                                                    |
|  | |

|  | Marmotta grigia (M. baibacina)                  |
|  |                                                 |
|  | Marmotta della steppa boscosa (M. kastschenkoi) |
|  |                                                 |

|  | Marmotta dell'Himalaya (M. himalayana)                                                                               |
|  | |
|  | \| \| Marmotta dalla testa nera (M. camtschatica) \| \| \| \| \| \| Marmotta della Siberia (M. sibirica) \| \| \| \| |
|  | |
|  | Marmotta dalla testa nera (M. camtschatica)                                                                          |
|  | |
|  | Marmotta della Siberia (M. sibirica)                                                                                 |
|  | |

|  | Marmotta dalla testa nera (M. camtschatica) |
|  |                                             |
|  | Marmotta della Siberia (M. sibirica)        |
|  |                                             |

|  | Marmotta bobak (M. bobak)                                                                                          |
|  | |
|  | \| \| Marmotta grigia (M. baibacina) \| \| \| \| \| \| Marmotta della steppa boscosa (M. kastschenkoi) \| \| \| \| |
|  | |
|  | Marmotta grigia (M. baibacina)                                                                                     |
|  | |
|  | Marmotta della steppa boscosa (M. kastschenkoi)                                                                    |
|  | |

|  | Marmotta grigia (M. baibacina)                  |
|  |                                                 |
|  | Marmotta della steppa boscosa (M. kastschenkoi) |
|  |                                                 |

|  | Marmotta di Menzbier (M. menzbieri)    |
|  |                                        |
|  | Marmotta dalla coda lunga (M. caudata) |
|  |                                        |

|  | Marmotta dell'Himalaya (M. himalayana)                                                                               |
|  | |
|  | \| \| Marmotta dalla testa nera (M. camtschatica) \| \| \| \| \| \| Marmotta della Siberia (M. sibirica) \| \| \| \| |
|  | |
|  | Marmotta dalla testa nera (M. camtschatica)                                                                          |
|  | |
|  | Marmotta della Siberia (M. sibirica)                                                                                 |
|  | |

|  | Marmotta dalla testa nera (M. camtschatica) |
|  |                                             |
|  | Marmotta della Siberia (M. sibirica)        |
|  |                                             |

|  | Marmotta bobak (M. bobak)                                                                                          |
|  | |
|  | \| \| Marmotta grigia (M. baibacina) \| \| \| \| \| \| Marmotta della steppa boscosa (M. kastschenkoi) \| \| \| \| |
|  | |
|  | Marmotta grigia (M. baibacina)                                                                                     |
|  | |
|  | Marmotta della steppa boscosa (M. kastschenkoi)                                                                    |
|  | |

|  | Marmotta grigia (M. baibacina)                  |
|  |                                                 |
|  | Marmotta della steppa boscosa (M. kastschenkoi) |
|  |                                                 |

|  | Marmotta dell'Himalaya (M. himalayana)                                                                               |
|  | |
|  | \| \| Marmotta dalla testa nera (M. camtschatica) \| \| \| \| \| \| Marmotta della Siberia (M. sibirica) \| \| \| \| |
|  | |
|  | Marmotta dalla testa nera (M. camtschatica)                                                                          |
|  | |
|  | Marmotta della Siberia (M. sibirica)                                                                                 |
|  | |

|  | Marmotta dalla testa nera (M. camtschatica) |
|  |                                             |
|  | Marmotta della Siberia (M. sibirica)        |
|  |                                             |

|  | Marmotta bobak (M. bobak)                                                                                          |
|  | |
|  | \| \| Marmotta grigia (M. baibacina) \| \| \| \| \| \| Marmotta della steppa boscosa (M. kastschenkoi) \| \| \| \| |
|  | |
|  | Marmotta grigia (M. baibacina)                                                                                     |
|  | |
|  | Marmotta della steppa boscosa (M. kastschenkoi)                                                                    |
|  | |

|  | Marmotta grigia (M. baibacina)                  |
|  |                                                 |
|  | Marmotta della steppa boscosa (M. kastschenkoi) |
|  |                                                 |

|  | Marmotta del monte Olympic (M. olympus)                                                                                      |
|  | |
|  | \| \| Marmotta delle Montagne Rocciose (M. caligata) \| \| \| \| \| \| Marmotta di Vancouver (M. vancouverensis) \| \| \| \| |
|  | |
|  | Marmotta delle Montagne Rocciose (M. caligata)                                                                               |
|  | |
|  | Marmotta di Vancouver (M. vancouverensis)                                                                                    |
|  | |

|  | Marmotta delle Montagne Rocciose (M. caligata) |
|  |                                                |
|  | Marmotta di Vancouver (M. vancouverensis)      |
|  |                                                |

|  | Marmotta del monte Olympic (M. olympus)                                                                                      |
|  | |
|  | \| \| Marmotta delle Montagne Rocciose (M. caligata) \| \| \| \| \| \| Marmotta di Vancouver (M. vancouverensis) \| \| \| \| |
|  | |
|  | Marmotta delle Montagne Rocciose (M. caligata)                                                                               |
|  | |
|  | Marmotta di Vancouver (M. vancouverensis)                                                                                    |
|  | |

|  | Marmotta delle Montagne Rocciose (M. caligata) |
|  |                                                |
|  | Marmotta di Vancouver (M. vancouverensis)      |
|  |                                                |

All'interno del genere vengono attualmente riconosciute quindici specie di marmotte, ripartite in due sottogeneri. Alcune specie nordamericane, vale a dire la marmotta delle Montagne Rocciose (M. caligata), la marmotta dal ventre giallo (M. flaviventris), la marmotta del monte Olympic (M. olympus) e la marmotta di Vancouver (M. vancouverensis), vengono raggruppate in Petromarmota, mentre tutte le altre appartengono al sottogenere Marmota. Gli studi filogenetici hanno confermato lo stretto rapporto di parentela che lega i taxa del sottogenere Petromarmota rispetto alle altre specie. Nonostante alcune incertezze, il cladogramma conferma anche l'origine delle marmotte in America del Nord e l'appartenenza ad un clado comune delle specie che vivono in Europa e in Asia.
All'interno del genere vengono riconosciute attualmente le seguenti specie:
- M. baibacina Kastschenko, 1899 - marmotta grigia: Kazakistan orientale, Xinjiang e Mongolia;
- M. bobak (P. L. S. Müller, 1776) - marmotta bobak: dall'Europa orientale all'Asia centrale;
- M. broweri (E. R. Hall e Gilmore, 1934) - marmotta dell'Alaska: Alaska settentrionale;
- M. caligata (Eschscholtz, 1829) - marmotta delle Montagne Rocciose: Alaska, Columbia Britannica e stato di Washington;
- M. camtschatica (Pallas, 1811) - marmotta dalla testa nera: Siberia nord-orientale;
- M. caudata (I. Geoffroy Saint-Hilaire, 1844) - marmotta dalla coda lunga: Asia centrale;
- M. flaviventris (Audubon e Bachman, 1841) - marmotta dal ventre giallo: Canada sud-occidentale;
- M. himalayana (Hodgson, 1841) - marmotta dell'Himalaya: Himalaya;
- M. kastschenkoi Stroganov e Yudin, 1956 - marmotta della steppa boscosa: steppa boscosa della Russia settentrionale;
- M. marmota ((Linnaeus, 1758)) - marmotta delle Alpi: Alpi, Carpazi, Alti Tatra e Pirenei;[9]
- M. menzbieri (Kashkarov, 1925) - marmotta di Menzbier: Tian Shan;
- M. monax (Linnaeus, 1758) - marmotta monax: Canada e Stati Uniti settentrionali;
- M. olympus Merriam, 1898 - marmotta del monte Olympic: Penisola Olimpica (Stati Uniti);
- M. sibirica (Radde, 1862) - marmotta della Siberia: Siberia meridionale e Mongolia;
- M. vancouverensis Swarth, 1911 - marmotta di Vancouver: isola di Vancouver.

La classificazione delle specie asiatiche è piuttosto controversa. In alcuni casi la marmotta grigia, la marmotta dell'Himalaya e la marmotta della Siberia vengono trattate come sottospecie della marmotta bobak e nemmeno la marmotta della steppa boscosa compare come specie a sé nelle classificazioni meno recenti.

## Rapporti con l'uomo

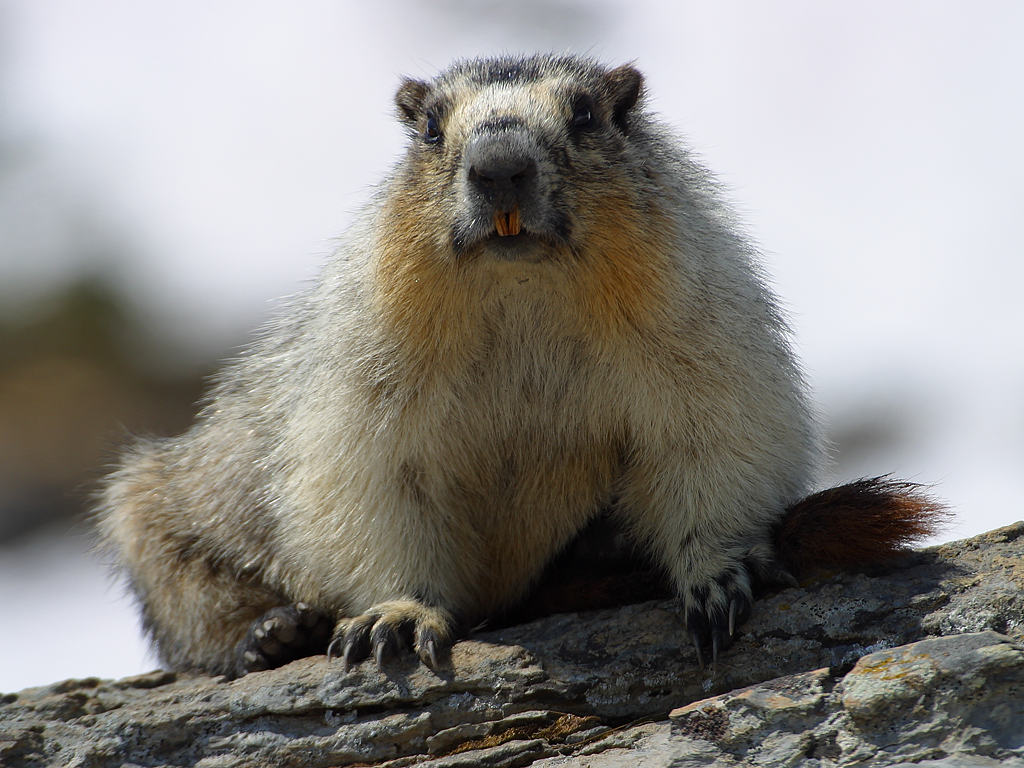
Marmotta dal ventre giallo (M. flaviventris).

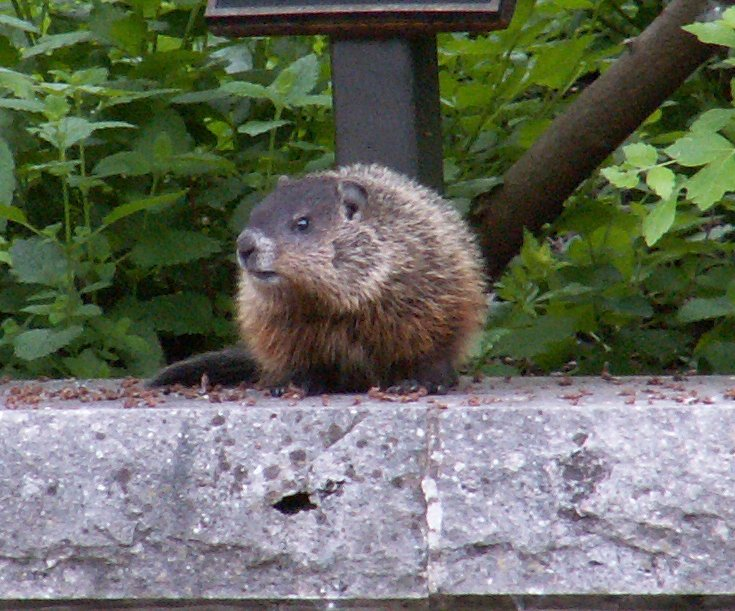
Marmotta monax (M. monax).

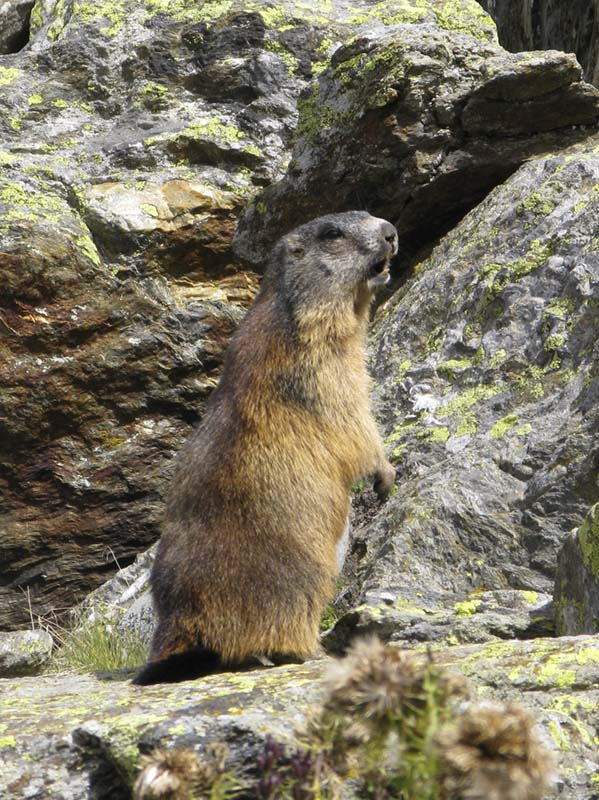
Marmotta delle Alpi (M. marmota).

Lo stato di conservazione delle varie specie è molto variabile. La marmotta monax, ad esempio, è diventata sempre più comune in America del Nord negli ultimi decenni: la deforestazione, infatti, ha notevolmente favorito la specie, che è riuscita a colonizzare un territorio molto più esteso. Oggi è considerata una specie nociva in alcune parti degli Stati Uniti, perché, oltre a nutrirsi di cereali, le sue tane sono così vicine alla superficie che il loro crollo danneggia regolarmente il bestiame e le macchine agricole.
Le altre specie sono molto più rare. La marmotta delle Alpi è scomparsa da numerose catene montuose europee negli ultimi secoli. La richiesta di pelli, che venivano trasformate in pellicce, spinse la marmotta bobak sull'orlo dell'estinzione negli anni '20, ma da allora la popolazione è stata in grado di riprendersi.
Tre specie vengono considerate minacciate dalla IUCN: la marmotta di Menzbier («vulnerabile»), la marmotta della Siberia («in pericolo») e la marmotta di Vancouver («in pericolo critico»). Di quest'ultima rimangono appena 150 esemplari circa, di cui solo 35 circa in natura.
In Austria e Svizzera la marmotta delle Alpi non è protetta e viene regolarmente cacciata. In Germania, invece, è una specie protetta.

### Utilizzo
In passato la carne di marmotta veniva spesso utilizzata in cucina. Sebbene il suo consumo sia oggi divenuto molto raro, è ancora possibile trovare un certo numero di ricette su Internet. Una pagina del sito ufficiale dello stato austriaco del Tirolo (il cui titolo era «Marmotte – così dolci! E deliziose!») pubblicizzava così una ricetta per i turisti fino al 2011 circa: «La carne di marmotta è altamente raccomandata! Ben preparata, è una prelibatezza». È probabilmente a causa del lungo processo di preparazione che la carne di marmotta non compare più nei libri di cucina. «La carne fresca serba un forte sapore di selvatico e di terra, che dà nausee a chi non vi è avvezzo», dice Brehm nella sua Vita degli Animali. Il tessuto adiposo in particolare era considerato difficilmente commestibile. L'animale, che per questo era ben sgrassato, veniva quindi ulteriormente affumicato o bollito prima di essere arrostito e l'acqua di cottura veniva gettata via.
Nella medicina popolare, il grasso era considerato efficace contro tosse, problemi di stomaco e nausea, e utile per purificare il sangue o, in generale, per rafforzare; applicato esternamente («unguento di marmotta») curava dolori muscolari, geloni o tendini tesi.

### Etimologia
La marmotta delle Alpi è nota all'uomo fin dai tempi più antichi. Già Plinio, il celebre naturalista romano, ricordava questo animale, chiamandolo Mus alpinus («topo delle Alpi») e descrivendolo come «uso a vivere in cattività e a fischiare come un topo». Nei secoli successivi, la specie ricevette nomi diversi nelle varie regioni europee, alcuni dei quali si sono conservati fino ai nostri giorni, come lo svizzero Murmeli o il francese Marmotte: a proposito di questo ultimo termine, nel 1909 Keller osservò che esso significava semplicemente «topo dei monti», e quindi non differiva molto dall'antico Mus alpinus di Plinio. Nel Medioevo, la vivacità di questo animale, la sua destrezza e la sua capacità di rimanere in posizione eretta riscuotevano molto successo nelle fiere e nei mercati di paese.
I rapporti tra l'uomo e la sua cugina americana, la marmotta monax, sono anch'essi molto antichi. Uno dei suoi nomi statunitensi, woodchuck, viene infatti da nomi indiani, otcheck, in cree, o otchig, in chippewa, che si riferiscono peraltro a un animale carnivoro: la martora di Pennant. Inutile cercare di tradurre woodchuck per trovarvi un rapporto qualunque con la marmotta. Uno scioglilingua, tuttavia, ha reso famoso l'animale nel mondo intero: «How much wood would a woodchuck chuck if a woodchuck could chuck wood», che si potrebbe tradurre con: «quanto legno masticherebbe una marmotta che potesse masticare legno».

### Nell'immaginario comune e nelle credenze popolari
Da sempre presente nelle anguste aree alpine, e spesso avvistata dall'uomo, la marmotta fin dall'antichità ha assunto per le culture pagane e non solo forti significati e simbolismi, stimolando credenze e leggende sul suo conto. La sua simbologia è legata alla luce, e vede questo animale come portatore di serenità e buon auspicio, grazie alla sua capacità di sopravvivere ad un lunghissimo letargo e di risvegliarsi quando la stagione torna ad essere bella e luminosa. In questo senso questo animale simboleggia una rinascita, proprio come la primavera. Nell'immaginario esoterico, dunque, questo animale incarna alla perfezione il ciclo di morte-vita-rinascita, portando con sé gli ideali di un nuovo inizio, del rinnovamento e della luce ritrovata. Questo animale, infatti è strettamente legato al passare delle stagioni ed in particolare all'incombere della primavera. Per la loro abilità di scavare nel terreno per creare tane, le marmotte sono anche simbolo di introspezione e di profondità spirituale, della necessità di inoltrarsi nel buio per poter finalmente trovare la luce. A questo concetto si lega quello della tenacia e della perseveranza, doti che ben descrivono questo animale, da sempre oggetto di attenzione nei culti pagani di tutto il mondo: dall'Europa fino allo sciamanesimo dell'America del Nord, in cui la marmotta si configura come uno dei totem animali guida. In diverse credenze pagane e popolari, tra cui nel Nord Italia, incrociare una marmotta è simbolo di buona fortuna e di benedizione, ma anche che l'amore sta arrivando nella vita di chi la vede.

#### Il Giorno della marmotta
A rafforzare l'idea della marmotta come animale simbolo di luce vi è una tradizione americana e canadese, ovvero il Giorno della marmotta (Groundhog Day) che cade il 2 febbraio, la Candelora della tradizione cristiana, appunto il giorno in cui si festeggia la luce. La tradizione, particolarmente sentita nello stato della Pennsylvania, risale agli anni che vanno dalla fine del XVII alla fine del XVIII secolo. In quei decenni la Pennsylvania fu meta prediletta di molti emigrati che arrivavano dalla Germania sud-occidentale e in misura minore da Paesi Bassi, Svizzera e Alsazia. Un insieme di persone che vennero identificate come i Pennsylvania Dutch, termine ancora oggi utilizzato in riferimento ai loro discendenti. Si ritiene che i primi immigrati abbiano portato con loro le credenze legate alla possibilità di prevedere la durata della stagione invernale in base al tempo atmosferico del 2 febbraio. Adattandole al Nuovo Mondo, affidarono la predizione del futuro prossimo a un animale particolarmente diffuso in America del Nord, la marmotta monax, una scelta che si spiega con il fatto che questa marmotta ha somiglianze con i tassi, che le antiche popolazioni tedesche consideravano animali predittori. La tradizione impone di osservare una marmotta il 2 febbraio e attendere che esca dalla sua tana: se, vedendo la sua ombra stagliarsi sul terreno, si spaventa e ritorna a nascondersi nella tana, l'inverno durerà a lungo. Se invece il cielo è coperto e rimane a passeggiare in superficie, le belle giornate sono vicine. Nella cittadina di Punxsutawney, in Pennsylvania, questo rituale è celebrato in un evento pubblico alla presenza di tutta la popolazione. La tradizione è stata resa celebre e seguitissima in tutto il mondo dal film Ricomincio da capo (titolo originale Groundhog Day, appunto) del 1993, nel quale Bill Murray rimane intrappolato in un loop temporale e rivive all'infinito sempre la medesima giornata, quella appunto nella quale ci si rivolge a un roditore per avere auspici su quanto ancora durerà l'inverno prima di cedere il passo alla primavera. La ricorrenza è oggi seguitissima dall'opinione pubblica di tutto il mondo: l'attuale marmotta di Punxsutawney viene chiamata simpaticamente Phil, in omaggio al Principe Filippo d'Inghilterra, coniuge della Regina Elisabetta.